# Sur écoute
Vous lisez un « article de qualité » labellisé en 2020.
Pour les articles homonymes, voir Wire.
Production
Diffusion
Sur écoute (The Wire) est une série télévisée dramatique américaine, créée par David Simon et coécrite avec Ed Burns, diffusée sur HBO du 2 juin 2002 au 9 mars 2008. Elle s'étend sur 5 saisons et 60 épisodes. L'idée originelle de la série est de réaliser un drame policier librement inspiré de l'expérience d'Ed Burns, ancien officier de la brigade criminelle de la police de Baltimore puis professeur en école publique, et du travail d'investigation de Simon, journaliste et écrivain.
Située et produite à Baltimore dans l'état du Maryland, Sur écoute introduit une institution de la ville différente à chacune de ses saisons et développe ses relations avec les forces de l'ordre, tout en conservant ses personnages et poursuivant les intrigues des saisons précédentes. Les cinq thématiques abordées sont, par ordre chronologique : le trafic de stupéfiants, l'organisation du port maritime, le gouvernement municipal et sa bureaucratie, l'éducation et le système scolaire, et la presse écrite. La distribution, importante, se compose principalement d'acteurs peu connus auparavant ainsi que de plusieurs personnalités réelles de Baltimore et du Maryland dans des rôles secondaires ou récurrents.
La série est saluée pour son aspect quasi documentaire, ses thématiques littéraires, son réalisme et son approche sans manichéisme de la vie urbaine. Bien qu'elle n'ait pas connu un succès commercial important et n'ait jamais reçu de récompenses majeures, elle est désormais considérée par de nombreux critiques comme l'une des fictions les plus abouties des années 2000 voire l'une des meilleures séries télévisées de tous les temps, notamment pour sa représentation réaliste et son exploration profonde des thèmes socio-politiques des États-Unis des années 2000.
En France, la série est diffusée à partir du 8 janvier 2004 sur Jimmy, puis sur France Ô depuis 2010.

## Synopsis
À Baltimore, le trafic de drogue est omniprésent et au centre de toutes les attentions : de la police à la rue, en passant par la mairie, le port, l'école ou encore le journal local. À la suite du meurtre d'un témoin à charge contre un des barons de la drogue de la ville, une unité spéciale, formée d'inspecteurs de la police judiciaire et de la police criminelle, se lance dans une vaste enquête.
Chaque saison est centrée sur un aspect différent de la ville de Baltimore, mais toujours avec le fil conducteur du trafic de drogue :
- la première saison traite de l'affrontement entre la police et les gangs de dealers dans l'ouest de la ville, montrant leurs deux points de vue[5] ;
- la deuxième saison se concentre sur son port, lieu de contrebande de marchandises et de luttes syndicales[6] ;
- la troisième saison développe les luttes politiques pour le pouvoir sur la ville et le sujet de la paupérisation[7] ;
- la quatrième saison aborde le système éducatif dans les quartiers pauvres[8] ;
- la cinquième et dernière saison est centrée sur les médias de la ville et notamment sa presse[9].

## Distribution
Du fait de sa construction à l'échelle d'une ville, Sur écoute met en scène de nombreux personnages pouvant être rangés dans différentes catégories, parfois étroitement liées.

### La loi

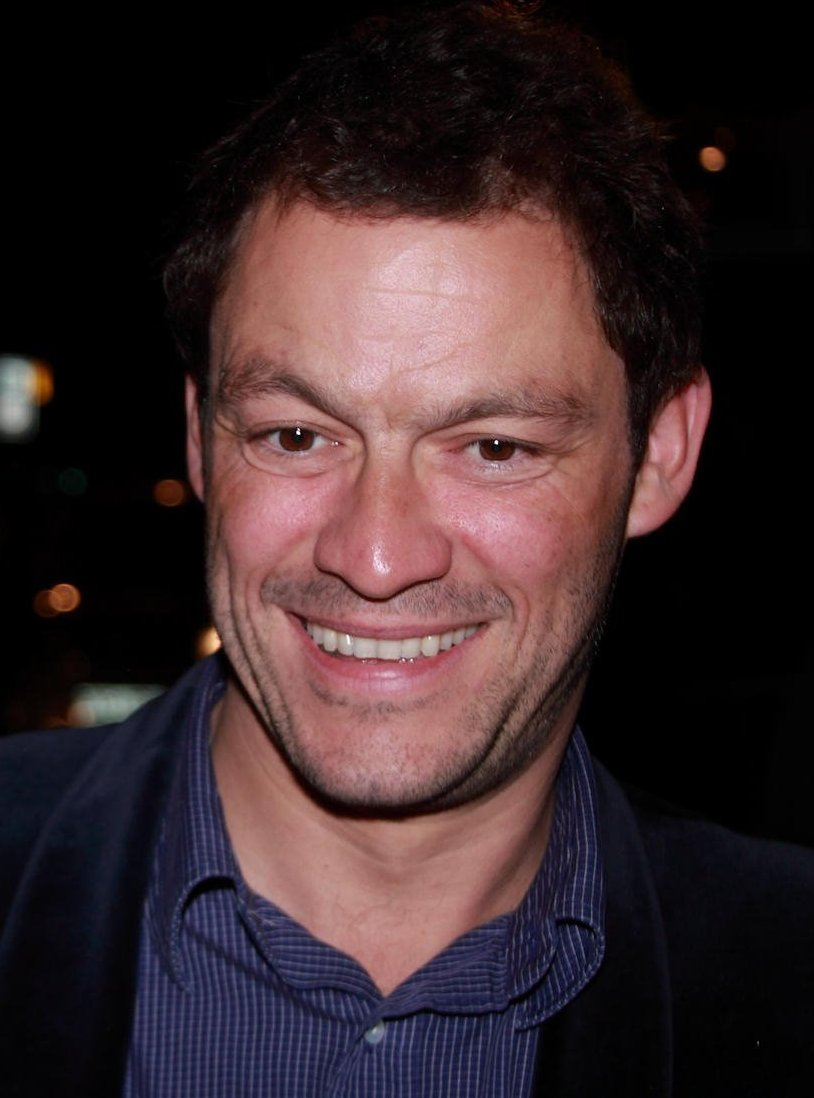
Dominic West interprète Jimmy McNulty.

- Dominic West (VF : Bruno Dubernat) : inspecteur James « Jimmy » McNulty
- John Doman (VF : Patrick Floersheim) : major puis colonel William A. Rawls
- Frankie R. Faison (VF : Benoît Allemane) : préfet de police Ervin H. Burrell
- Clarke Peters (VF : Jean-Claude Sachot) : inspecteur Lester Freamon
- Wendell Pierce (VF : Pascal Renwick puis Thierry Mercier) : inspecteur William « Bunk » Moreland
- Lance Reddick (VF : Thierry Desroses) : lieutenant puis capitaine Cedric Daniels
- Sonja Sohn (VF : Virginie Ogouz puis Vanina Pradier) : inspecteur Shakima « Kima » Greggs
- Jim True-Frost (VF : Jérôme Berthoud puis Fabien Jacquelin) : inspecteur Roland « Prez » Pryzbylewski
- Seth Gilliam (VF : Christophe Peyroux) : inspecteur Ellis Carver
- Delaney Williams (VF : Marc Alfos) : sergent Jay Landsman
- Domenick Lombardozzi (VF : Pascal Casanova) : Thomas « Herc » Hauk
- Robert Wisdom (VF : Pierre Dourlens) : Howard « Bunny » Colvin
- Corey Parker Robinson (VF : Guillaume Lebon) : Leander Sydnor
- Al Brown (VF : Marc de Georgi puis Michel Fortin) : Stanislaus « Stan » Valchek
- Amy Ryan (VF : Dominique Lelong puis Juliette Degenne) : Beatrice « Beadie » Russell
- Neko Parham (VF : Éric Etcheverry) : Troy Wiggins
- Deirdre Lovejoy (VF : Annie Le Youdec) : procureur adjoint Rhonda Pearlman
- Callie Thorne (VF : Brigitte Aubry) : Elena McNulty
- Michael Kostroff (VF : Daniel Lafourcade) : Maurice « Maury » Levy

### La rue

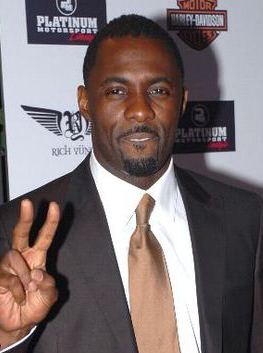
Idris Elba interprète Stringer Bell.

- Idris Elba (VF : Emmanuel Jacomy) : Russell « Stringer » Bell
- Michael K. Williams (VF : Jérôme Pauwels) : Omar Little
- Wood Harris (VF : Jean-Paul Pitolin) : Avon Barksdale
- Lawrence Gilliard Jr. (VF : Lucien Jean-Baptiste) : D'Angelo « D » Barksdale
- Clayton LeBouef (VF : Boris Rehlinger) : Wendell « Orlando » Blocker
- J. D. Williams (VF : Frantz Confiac): Preston « Bodie » Broadus
- Hassan Johnson (VF : Patrick Borg) : Roland « Wee-Bey » Brice
- Brandon Price : Anton « Stinkum » Artis
- Robert F. Chew (VF : Mohamed Sanou) : Joseph « Proposition Joe » Stewart
- Anwan Glover (VF : Frédéric Norbert) : « Slim Charles »
- Jamie Hector (VF : Fabien Gravillon puis Cédric Ingard) : Marlo Stanfield
- Felicia Pearson (VF : Maïk Darah) : « Snoop »
- Gbenga Akinnagbe (VF : Raphael Cohen) : Chris Partlow
- Method Man (VF : Gilles Morvan, puis Michel Vigné, Christian Peythieu et Franck Soumah) : Melvin « Cheese » Wagstaff
- Tray Chaney (VF : Taric Mehani puis Sidney Kotto) : Malik « Poot » Carr
- Fredro Starr : Shaun « Bird » Hilton
- Michael B. Jordan (VF : Hervé Rey) : Wallace
- Michael Potts : Frère Mouzone
- Andre Royo (VF : Joël Zaffarano puis Eric Etchverry) : Reginald « Bubbles » Cousins
- Leo Fitzpatrick (VF : Jean-François Vlérick) : Johnny Weeks
- Steve Earle : Walon
- Michael Hyatt (VF : Martine Meiraghe) : Brianna Barksdale
- Stephen F. Schmidt (VF : Emmanuel Curtil) : le mandataire de Roland « Wee-Bey » Brice
- Chad Coleman (VF : Bernard Métraux puis Asto Montcho) : Dennis « Cutty » Wise
- Melvin Williams (VF : Jean-Pierre Leroux) : le diacre

### Le port

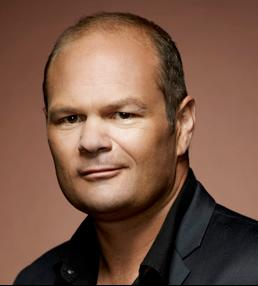
Chris Bauer interprète Frank Sobotka.

- Chris Bauer (VF : Jean-François Aupied) : Frank Sobotka
- Elisabeth Noone : Joan Sobotka
- Robert Hogan : Louis Sobotka
- Pablo Schreiber (VF : Tanguy Goasdoué) : Nick Sobotka
- James Ransone (VF : Taric Mehani) : Ziggy Sobotka
- Luray Cooper (VF : François Siener): Nat Coxson
- Bus Howard : Vernon « Ott » Motley
- Richard Pelzman : Little Big Roy
- Charley Scalies : Thomas « Horseface » Pakusa
- Jeffrey Pratt Gordon : Johnny « Fifty » Spamanto
- Doug Lory : Big Roy
- J. Valenteen Gregg : Chess
- Kelvin Davis : La La
- Lance Irwin : Maui
- Kristin Proctor : Aimee
- Jill Redding : Delores
- Keith Flippen : Bruce DiBiago
- Bill Raymond (VF : Robert Darmel) : Le Grec
- Paul Ben-Victor (VF : Jean-Jacques Nervest puis Pascal Massix) : Spiros « Vondas » Vondopoulos
- Chris Ashworth (VF : Ludovic Baugin) : Sergei « Serge » Malatov
- Lev Gorn : Eton Ben-Eleazer
- Teddy Cañez : George « Double G » Glekas

### La politique

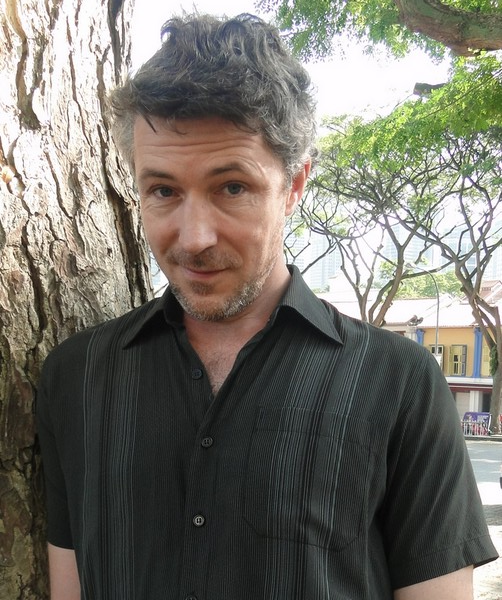
Aidan Gillen interprète Thomas J. Carcetti.

- Aidan Gillen (VF : Thierry Wermuth) : Thomas J. « Tommy » Carcetti
- Isiah Whitlock Jr. (VF : Jean-Luc Atlan) : sénateur Clayton « Clay » Davis
- Glynn Turman (VF : Jean Barney) : Clarence Royce
- Reg E. Cathey (VF : Philippe Dumont) : Norman Wilson
- Maria Broom (VF : Catherine Artigala) : Marla Daniels
- Christopher Mann (VF : Bertrand Arnaud puis Bruno Henry) : Anthony « Tony » Gray
- Neal Huff (VF : Patrick Béthune puis Philippe Siboulet) : Michael Steintorf
- Cleo Reginald Pizana (VF : Patrick Gosselin) : Coleman Parker
- Brandy Burre (VF : Laurence Dourlens) : Theresa D'Agostino
- Marlyne Afflack (VF : Josiane Pinson) : Nerese Campbell

### Le système éducatif
- Tristan Wilds (VF : Donald Reignoux) : Michael Lee
- Maestro Harrell (VF :Alexandre Nguyen ) : Randy Wagstaff
- Julito McCullum (VF : Emmanuel Garijo) : Namond « Nay » Brice
- Jermaine Crawford (VF : Vincent de Bouard) : Dunquan « Dukie » Weems
- Tootsie Duvall (VF : Alexandre Nguyen) : Marcia Donnelly
- Nathan Corbett (VF : Arthur Pestel) : Donut
- Stacie Davis (VF : Laura Zichy) : Mlle Duquette
- Dan DeLuca (VF : Pascal Massix) : David Parenti

### La presse
- Clark Johnson (VF : Gilles Morvan) : Augustus Haynes
- Michelle Paress (VF : Maïté Monceau) : Alma Gutierrez
- Tom McCarthy (VF : Olivier Destrez) : Scott Templeton
- William F. Zorzi (VF : Pascal Massix) : lui-même
- Sam Freed (VF : Jacques Feyel) : James Whiting
- David Costabile (VF : Tagdual Rio) : Sam Freed
- Todd Scofield (VF : Stéphane Pouplard) : Jeff Price

 Source et légende : version française (VF) sur RS Doublage et Doublage Séries Database

## Fiche technique
Sauf indication contraire, les informations mentionnées dans cette section peuvent être confirmées par la base de données cinématographiques IMDb,  présente dans la section « Liens externes ».
- Pays d'origine :  États-Unis
- Saisons diffusées : 5
- Créateurs : David Simon

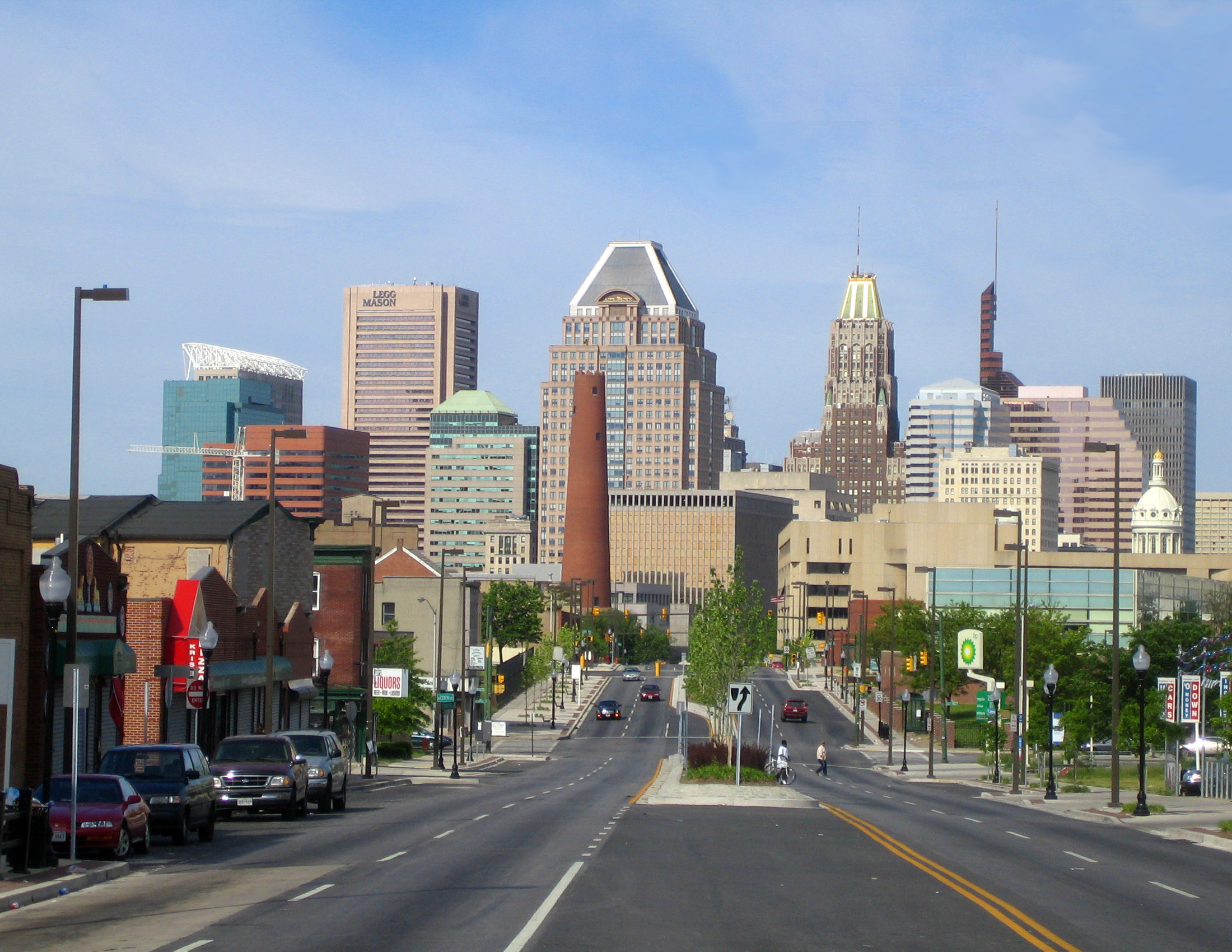
Baltimore, sujet et lieu de tournage de Sur écoute.

- Producteurs exécutifs : David Simon (2002-2008), Robert F. Colesberry (2002-2004), Nina Kostroff-Noble (2004-2008)[12]
- Sociétés de production : Blown Deadline Productions, Home Box Office
- Diffuseur : HBO
- Lieu de tournage : Baltimore (Maryland, États-Unis)
- Année de création : 2002
- Durée moyenne d'un épisode : 58 minutes
- Format d'image : couleur ; 4:3 (16:9 HD pour la version restaurée de 2014)
- Son : Dolby (saison 1 et 2), Dolby Digital (saison 3 à 5)

## Production

### Conception

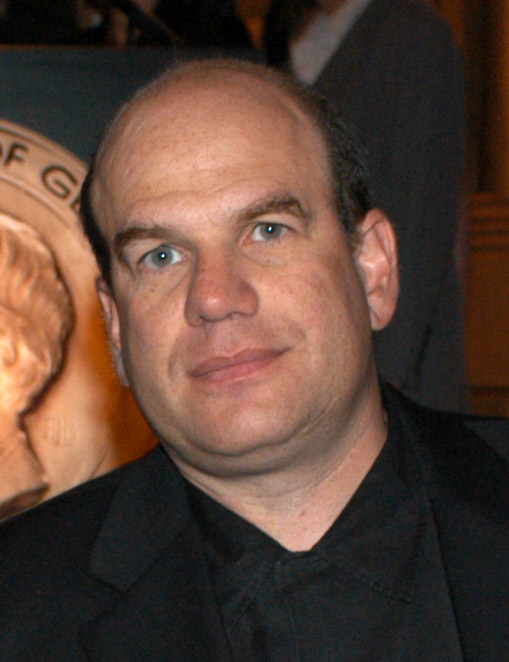
David Simon, créateur de la série.

Ancien journaliste du Baltimore Sun pour lequel il commence à travailler en 1983, David Simon se spécialise dans les crimes. C'est de là qu'il tire son inspiration pour deux livres documentaires : Baltimore (Homicide: A Year on the Killing Streets, 1991) et The Corner : Enquête sur un marché de la drogue à ciel ouvert (The Corner: A Year in the Life of an Inner-City Neighborhood, 1997). Ces deux ouvrages sont adaptés à la télévision, le premier dans une série, Homicide (Homicide: Life on the Street, 1993) sur NBC et le second dans une mini-série, The Corner (2000), sur HBO. Cette dernière adaptation, dont le livre est coécrit par Ed Burns, un ancien officier de brigade criminelle devenu professeur d'école publique, est parfois vue comme une ébauche de Sur écoute.
Alors qu'il est en conflit avec NBC devant le pessimisme de la série, Simon estime que Homicide ne se prête pas bien au thème qu'il désire aborder, qui est la criminalité dans son ensemble. Ne voulant plus connaître ces tensions, il rencontre HBO pour leur proposer Sur écoute, qui est librement inspirée de l'expérience de Burns et de nombreux articles de Simon. La chaîne est d'abord réservée sur le fait d'inclure une série policière dans son programme, mais conformément à sa réputation d'explorateur de nouveaux horizons, accepte finalement de produire le pilote.
Burns affirme avoir été souvent frustré par la bureaucratie de la police de Baltimore lorsqu'il faisait de la surveillance des trafiquants de drogue violents, et Simon y reconnaît des similitudes avec ses propres antécédents de reporter au Sun. Il décide de localiser la série à Baltimore en raison de sa connaissance de la ville, et prend contact avec Kurt Schmoke, alors maire, pour lui faire part de son intention de montrer certains aspects de la ville sous un jour peu flatteur. Il espère que la série fera changer les opinions de certains téléspectateurs, mais pense qu'elle n'aura pas d'impact sur les problèmes qu'elle soulève.

### Distribution des rôles

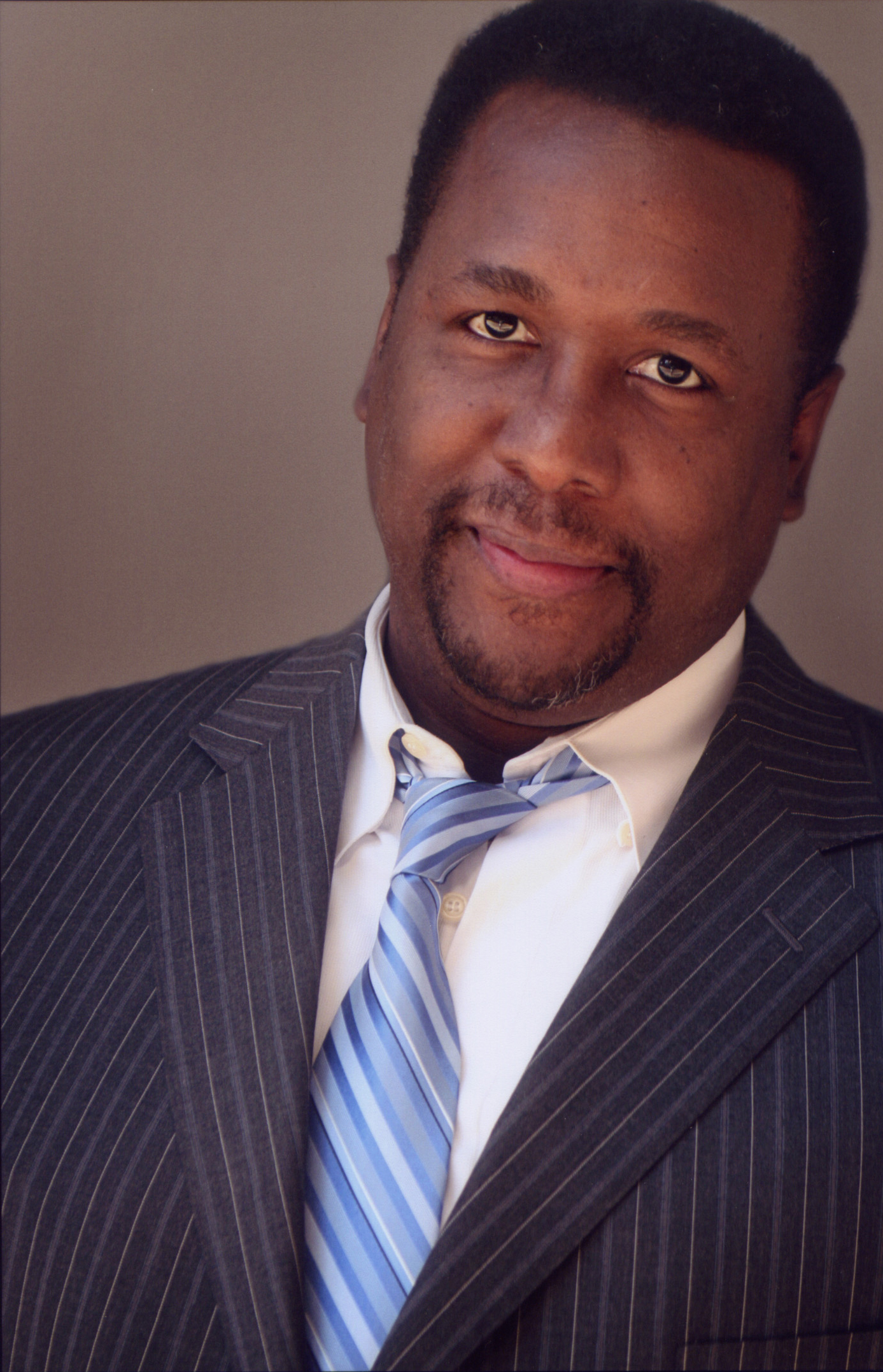
Wendell Pierce (Bunk Moreland) est le premier acteur à avoir été sélectionné.

La distribution de la série a été remarquée pour avoir privilégié des acteurs peu célèbres et pour avoir permis à des acteurs de genre de participer, salués pour leur naturel dans leurs rôles respectifs. Le physique des acteurs a été décrit comme défiant les standards de la télévision américaine et présentant un vrai panel d'humanité à l'écran. Une majorité du casting est composée d'Afro-Américains, ce qui se veut représentatif de la démographie de Baltimore (en 2010, 63,7 % des Baltimoriens étaient noirs contre 12,6 % pour l'ensemble des États-Unis), ce qui constitue le plus grand casting d'acteurs noirs jamais assemblé pour une série télévisée,. Par ailleurs, David Simon a émis l'hypothèse que le manque de succès initial de la série pouvait être en partie expliqué par cette proportion d'acteurs noirs, qui aurait pu surprendre et gêner dans un premier temps le public américain.
Wendell Pierce, qui interprète l'inspecteur Bunk Moreland, est le premier acteur à être choisi, tout de suite après son audition. Dominic West, qui joue le rôle principal de l'inspecteur Jimmy McNulty, envoie la nuit précédant la date limite de l'audition une cassette d'une de ses scènes, l'acteur anglais Ray Winstone ayant auparavant été considéré mais son accent américain n'était pas suffisamment convaincant. Lance Reddick est sélectionné pour le rôle de Cedric Daniels après avoir auditionné pour les rôles de Bunk et de l'héroïnomane Bubbles. Michael K. Williams obtient le rôle d'Omar Little après une seule audition. Williams recommande lui-même Felicia Pearson pour le rôle de Snoop après l'avoir rencontrée dans un bar à Baltimore à la suite de sa libération de prison pour tentative de meurtre. Idris Elba choisit de cacher sa nationalité anglaise pour avoir plus de chances d'être retenu en tant que Stringer Bell, ce que David Simon reconnaît comme avoir été un bon stratagème. La prestation d'Andre Royo en tant que Bubbles a été soulignée, celui-ci ayant été tellement crédible dans son rôle qu'un réel toxicomane lui aurait offert une dose alors qu'il s'était éloigné des caméras.
Plusieurs personnalités locales de Baltimore apparaissent dans des rôles secondaires ou mineurs, parmi lesquelles l'ancien gouverneur du Maryland Robert L. Ehrlich Jr., le révérend et militant Frank M. Reid III, l'animateur de radio Marc Steiner, l'ancien chef de police devenu animateur de radio Ed Norris, le délégué de Virginie Rob Bell, le reporter et rédacteur du Baltimore Sun David Ettlin, le county executive du comté de Howard Kenneth Ulman et l'ancien maire de Baltimore Kurt Schmoke,. L'officier de police Jay Landsman, qui a inspiré le personnage homonyme, joue le rôle du lieutenant Dennis Mello. Le commandant de police Gary D'Addario sert de conseiller technique pour les deux premières saisons de la série, et obtient le rôle du procureur Gary DiPasquale. Simon avait accompagné D'Addario lors du travail préparatoire pour Baltimore ; D'Addario et Landsman étaient ainsi les sujets de ce précédent livre.
Plus d'une douzaine d'acteurs sont apparus auparavant dans une autre série dramatique d'HBO, Oz de Tom Fontana (1997). Si J. D. Williams, Seth Gilliam, Lance Reddick et Reg E. Cathey ont eu un rôle important dans cette dernière, plusieurs des acteurs principaux de Sur écoute, dont Wood Harris, Frankie Faison, John Doman, Clarke Peters, Domenick Lombardozzi, Michael Hyatt, Michael Potts et Method Man sont apparus dans au moins un épisode d’Oz,. Les acteurs Erik Dellums, Peter Gerety, Clark Johnson, Clayton LeBouef, Toni Lewis (aussi actrice dans Oz) et Callie Thorne ont participé à Homicide, également adaptée d'un livre de David Simon,. Certains membres de la distribution, mais aussi de l'équipe technique, sont apparus dans la mini-série The Corner tels que Clarke Peters, Reg E. Cathey, Lance Reddick, Corey Parker Robinson, Robert F. Chew, Delaney Williams et Benay Berger,,.

### Équipe

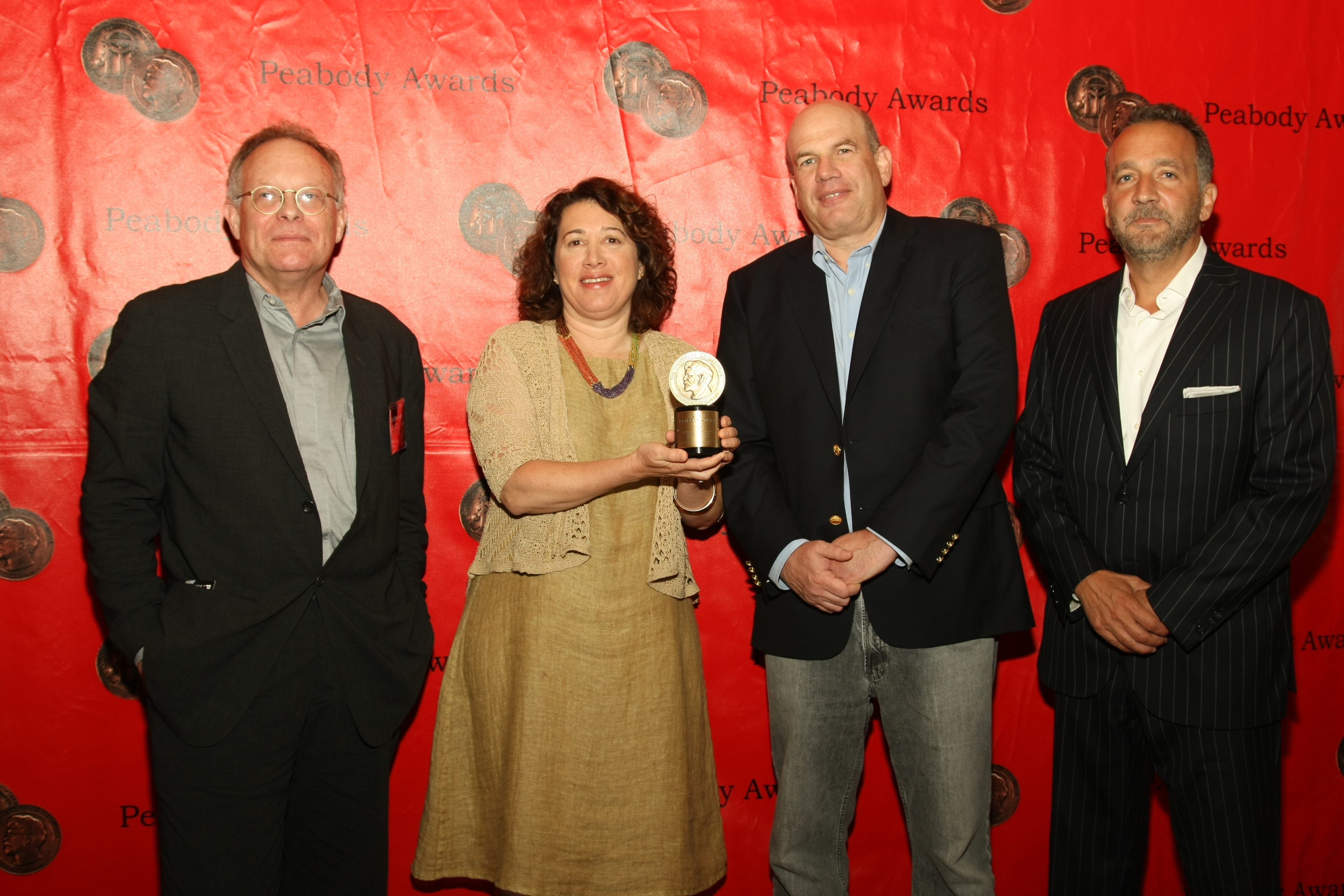
Eric Overmyer, Nina Kostroff Noble, David Simon et George Pelecanos, producteurs de la série, lors des Peabody Awards 2012.

Aux côtés de Simon, le créateur, scénariste principal (head writer), show runner et producteur délégué de la série, on retrouve de nombreux membres de la production de Homicide et de The Corner, mini-série par ailleurs primée de nombreux Emmy Awards. Robert F. Colesberry, déjà producteur délégué sur The Corner, revient au même poste sur les deux premières saisons de Sur écoute et réalise l'épisode final de la saison 2 avant de succomber à des complications liées à une opération du cœur en 2004. Il a eu, selon le reste de la production, un rôle significatif dans la création de la série en tant que producteur, ce que confirme Simon, expliquant qu'il est à l'origine de son esthétique réaliste. Il apparaît également sous les traits de l'inspecteur Ray Cole, qui disparaîtra hors champ puis bénéficiera d'une veillée funèbre symbolique dans la troisième saison. La femme de Colesberry, Karen L. Thorson, l'accompagne à la production. Une troisième productrice de The Corner, Nina Kostroff Noble, rejoint l'équipe de production de Sur écoute pour en compléter le quatuor initial. À la suite du décès de Colesberry, elle devient la seconde productrice déléguée aux côtés de Simon.
Les intrigues sont souvent co-écrites par Burns, qui devient producteur lors de la quatrième saison de la série. Parmi les autres scénaristes, on compte trois écrivains spécialisés dans le roman policier, non originaires de Baltimore : George Pelecanos de Washington, Richard Price du Bronx et Dennis Lehane de Boston. Les critiques ont dressé des comparaisons entre l'œuvre de Price (en particulier Clockers, 1992) et Sur écoute avant même qu'il n'intègre la production. En plus d'écrire, Pelecanos fait office de producteur lors de la troisième saison. Il explique avoir été attiré par le projet parce qu'il voulait travailler avec Simon. Le scénariste natif de Baltimore Rafael Alvarez, ancien collègue de Simon au Baltimore Sun et ayant travaillé au port de la ville, a contribué à plusieurs scripts ainsi qu'au guide The Wire: Truth Be Told. La réalisatrice indépendante également originaire de Baltimore Joy Lusco écrit le scénario d'un épisode pour chacune des trois premières saisons. Le journaliste politique et rédacteur au Baltimore Sun William F. Zorzi rejoint l'équipe scénaristique lors de la troisième saison et apporte son expérience sur la description du monde politique de Baltimore.
Le dramaturge, producteur et scénariste télévisé Eric Overmyer rejoint Sur écoute lors de sa quatrième saison en tant que consulting producer et scénariste. Il avait auparavant travaillé sur Homicide. Il remplace Pelecanos, qui désire réduire son implication sur la série pour se concentrer sur son prochain livre tout en continuant d'écrire sur la quatrième saison en tant que simple scénariste. Scénariste d’Homicide et de The Corner, ami d'université de Simon et lauréat d'un Primetime Emmy Awards, David Mills rejoint l'équipe scénaristique sur la quatrième saison.
La réalisation compte un ancien d’Homicide, Clark Johnson, également réalisateur de plusieurs épisodes acclamés de The Shield (Shawn Ryan, 2002) et interprète d'Augustus Haynes durant la saison 5, et Tim Van Patten, lauréat d'un Primetime Emmy Award, ayant travaillé sur chaque saison des Soprano (David Chase, 1999). La réalisation a été saluée pour son style simple et subtil. À la suite du décès de Colesberry, le réalisateur Joe Chappelle rejoint la production en tant que producteur délégué et continue à réaliser régulièrement des épisodes.

### Structure d'un épisode

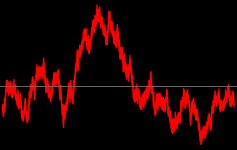
Fréquence de bruit similaire à celle présente dans tous les génériques.

Chaque épisode débute par un cold open (ou séquence pré-générique) souvent peu dramatique et enchaîne sur un fondu au noir tandis que la musique d'introduction s'estompe. Le générique débute alors. Il consiste en plusieurs plans, principalement des gros plans et quelques plans d'ensemble sur le décor, s'attachant à décrire le sujet de la saison. Quelques images, emblématiques, apparaissent de saison en saison, telles qu'une fréquence de mise sur écoute ou une caméra de vidéo surveillance brisée par un jet de pierre de Bodie (un dealer) en plan subjectif,. Le montage est vif, les images n’apparaissant que quelques secondes (une technique rarement utilisée dans la série en elle-même). La distribution se superpose à la séquence, seul le nom des acteurs s'affiche sans donner leur rôle, puis le nom des membres de l'équipe technique et leur fonction. En outre, le visage des personnages principaux n'apparait pas non plus dans ce générique ou est peu reconnaissable. À la fin de séquence, une réplique d'un des personnages de l’épisode est vue sur fond noir, avec trois exceptions : le season finale de la saison 1, Le Verdict (Sentencing, S01E13), qui reprend la phrase « All in the game », attribuée au quartier Traditional West Baltimore et utilisée fréquemment tout au long des cinq saisons de la série et pas seulement dans cet épisode,, ; le dernier épisode de la saison 4, Le passage (Final Grades, S04E13) qui reprend les mots « If animal trapped call 410-844-6286 » (« Si un animal est piégé, appelez le... »), habituellement écrits sur les murs des maisons laissées à l'abandon et ironiquement attribués à la culture de Baltimore ; et le dernier épisode de la saison 5 et de la série La vie des rois (-30-, S05E10) qui débute par « ...the life of kings. », une citation du journaliste et libre penseur de Baltimore H. L. Mencken qui peut être vue sur un mur du Baltimore Sun lors d'une scène mais qui n'est prononcée par aucun personnage. Les épisodes mettent en scène plusieurs arcs narratifs, basculant d'un lieu à un autre. Ils ne se terminent que rarement par un cliffhanger et se concluent par un fondu au noir ou une coupure nette sur un écran noir, la musique de fin apparaissant progressivement pour accompagner le générique. Sur écoute adopte par ailleurs un format d'environ une heure par épisode, ce qui sort du modèle usuel des séries dramatiques avec des épisodes d'environ 40 minutes.
Lors de leur diffusion sur HBO ou à l’international, les épisodes sont précédés d'un récapitulatif des événements qui auront une incidence sur la narration à venir, en utilisant des séquences d'anciens épisodes, la continuité étant absolument nécessaire à la compréhension de l'intrigue.

### Musique
Plutôt que superposer des chansons sur la bande-son ou utiliser une bande originale, Sur écoute emploie en majeure partie de la musique diégétique, c'est-à-dire émanant d'un élément du décor tel qu'une radio ou un jukebox. Cette pratique est rarement violée, à l'exception notable des montages de fin de saison ou, à l'occasion, un bref chevauchement du générique de fin sur les dernières images de l'épisode. La musique du générique d'ouverture est Way Down in the Hole, une chanson aux sonorités gospel et blues, écrite par Tom Waits pour son album Franks Wild Years (1987). Chaque saison s'ouvre sur un enregistrement différent de cette chanson, censé reproduire la thématique et l'ambiance du lieu mis en scène avec dans l'ordre : The Blind Boys of Alabama, Tom Waits, The Neville Brothers, DoMaJe et Steve Earle. La version utilisée dans la saison 4 est arrangée et interprétée par cinq adolescents de Baltimore : Ivan Ashford, Markel Steele, Cameron Brown, Tariq Al-Sabir et Avery Bargasse. Earle, l'interprète de la version de la saison 5, fait également partie de la distribution dans le rôle du drogué en voie de désintoxication Walon. La musique du générique de fin est The Fall, composée par Blake Leyh, le superviseur musical de la série.
Durant ses season finales, une chanson extra-diégétique est jouée pour accompagner la séquence finale, un montage de la vie des personnages à la suite des événements de la saison, dans l'ordre : Step by Step de Jesse Winchester, I Feel Alright de Steve Earle, Fast Train écrite par Van Morrison et interprétée par Solomon Burke, I Walk on Gilded Splinters écrite par Dr. John et interprétée par Paul Weller et enfin une version étendue de Way Down In The Hole par The Blind Boys of Alabama, la même version de la chanson qui figure dans la générique de la première saison. Alors que les chansons tendent à représenter l'ambiance générale de la séquence, leurs paroles ne font que vaguement écho aux images à l'écran. Dans le commentaire audio de l'épisode 37, Mission accomplie (Mission Accomplished, S03E12), Simon explique : « Je déteste quand quelqu'un essaye délibérément de faire correspondre les paroles aux images. Ça force à détourner les images afin que les paroles soient parfaitement pertinentes (...) Et pourtant, en même temps, ça ne peut pas être totalement hors de propos. Ça doit être un clin d’œil à ce que vous essayez de dire ».
Deux albums sont sortis chez Nonesuch Records le 8 janvier 2008 : And All the Pieces Matter, qui intègre de la musique des cinq saisons de la série, et Beyond Hamsterdam, qui n'intègre que des artistes locaux de Baltimore.

## Personnages
Sur écoute emploie une vaste distribution d'ensemble, complétée par de nombreux acteurs récurrents qui peuplent les multiples institutions représentées dans la série. Le casting est en majorité composé de comédiens noirs, ce qui tend à représenter fidèlement la démographie de Baltimore,.
Les créateurs de la série ne protègent pas les personnages principaux, ce qui instaure une tension chez les téléspectateurs qui ne peuvent ainsi pas prédire qu'un personnage va survivre uniquement parce qu'il fait partie de la distribution principale ou grâce à sa popularité parmi les fans ; cela a été commenté comme une façon de ne pas glorifier la violence mais au contraire d’insister sur la fin tragique que connaissent beaucoup de criminels,. Cette tendance à faire disparaître des personnages suscitait également des inquiétudes pour les acteurs, ceux-ci pouvant apprendre la disparition de leur personnage de façon impromptue à la réception de leur script. En réponse à une question sur les raisons pour lesquelles certains personnages — Wallace et D'Angelo — devaient mourir, Simon explique :

« Nous ne vendons pas d'espoir, de satisfaction du public ou de victoire facile avec cette série. Sur écoute est une discussion sur ce que les institutions − la bureaucratie, les entreprises criminelles, les cultures de l'addiction, le capitalisme brut même − font aux individus. Elle n'a pas été conçue uniquement pour être un divertissement. C'est, j'en ai peur, une série quelque peu en colère. »

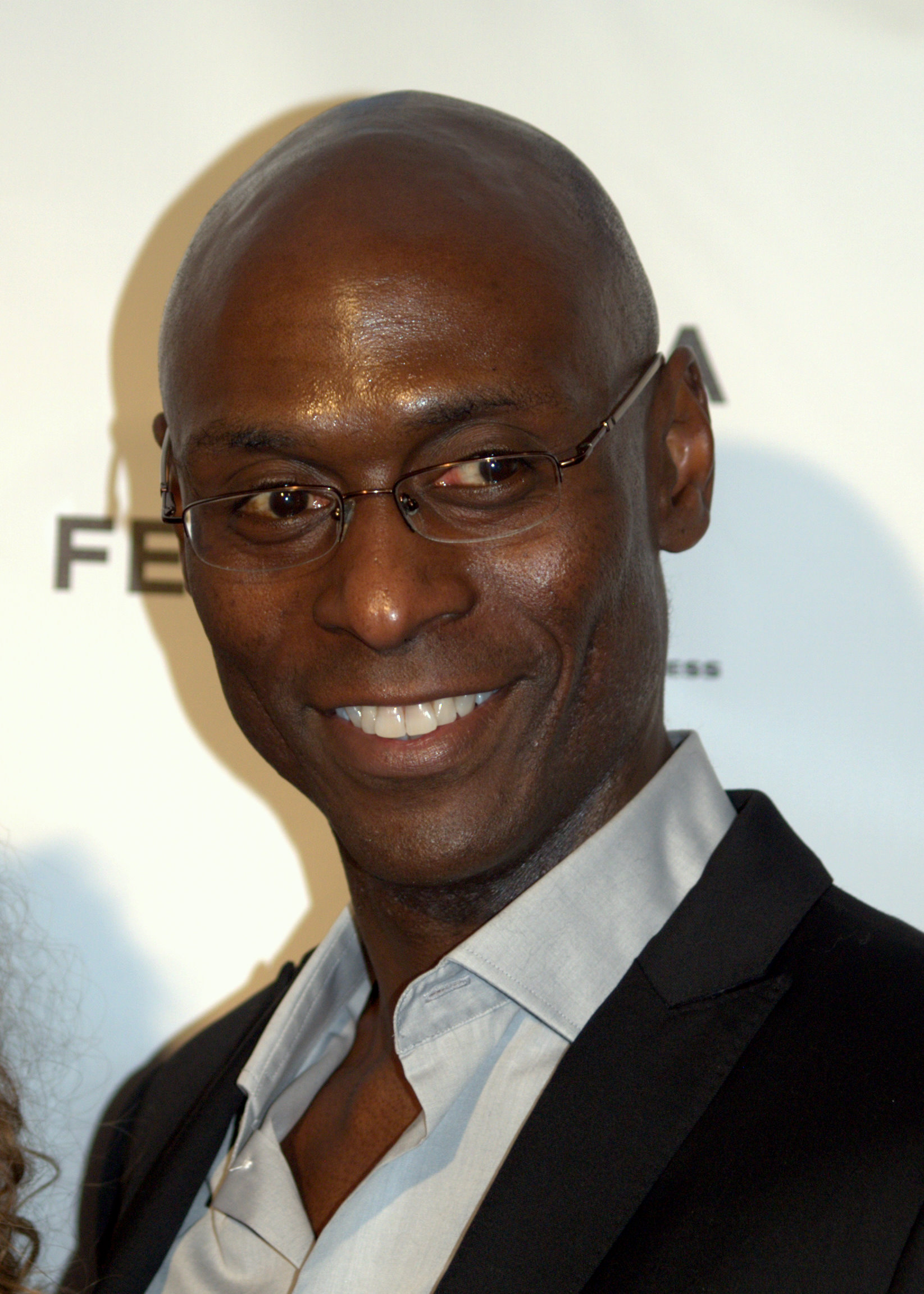
Lance Reddick, interprète de Cedric Daniels, est l'acteur ayant participé au plus d'épisodes (58 sur 60).

La majorité des personnages de la première saison est divisée entre ceux qui sont du côté de la loi et ceux qui sont impliqués dans les activités criminelles liées à la drogue. L'instigateur de l'enquête est l'inspecteur Jimmy McNulty (Dominic West), dont l'insubordination et les problèmes personnels jouent un contrepoint à ses talents de policier. Le lieutenant Cedric Daniels (Lance Reddick), qui doit équilibrer son ambition carriériste et son désir de conclure une bonne affaire, est chargé de l'enquête. S'ajoute l'adjoint Kima Greggs (Sonja Sohn), une inspectrice douée et meneuse d'hommes, qui fait face à la jalousie de ses collègues et aux inquiétudes de ses proches. Pour l'aider dans ses recherches, celle-ci fait régulièrement appel à son indicateur, un toxicomane connu sous le pseudo de Bubbles (Andre Royo).
À l'instar de Greggs, ses coéquipiers issus du département des narcotiques Thomas « Herc » Hauk (Domenick Lombardozzi) et Ellis Carver (Seth Gilliam) sont assignés à l'enquête. La nature violente du duo est maîtrisée peu à peu et ils se révèlent utiles dans les tâches fastidieuses, servant également parfois de ressort comique pour le téléspectateur. Les inspecteurs Lester Freamon (Clarke Peters) et Roland « Prez » Pryzbylewski (Jim True-Frost) complètent cette équipe temporaire. Freamon, vu comme calme et silencieux, s'avère être l'enquêteur le plus méthodique et expérimenté de l'unité, utilisant son talent pour remarquer d'importants détails et sa connaissance dans les recherches d'archives. Prez est très tôt sanctionné pour son comportement et doit se contenter d'un travail de bureau, mais cette décision se révèle être une bonne chose lorsqu'il démontre un don pour déchiffrer les communications codées utilisées par l'organisation Barksdale.
L'unité nouvellement créée est supervisée par deux officiers plus concernés par la politique et leurs carrières que par l'affaire en elle-même, le directeur adjoint de la police Ervin Burrell (Frankie Faison) et le major William Rawls (John Doman). L'assistante du procureur et amante de McNulty, Rhonda Pearlman (Deirdre Lovejoy), fait office de liaison entre les policiers et le tribunal, notamment le juge Phelan (Peter Gerety) qui a officiellement exigé d'ouvrir l'enquête. Partenaire de McNulty à la brigade criminelle, Bunk Moreland (Wendell Pierce) est un inspecteur doué, caustique et ayant un penchant prononcé pour l'alcool ; ils sont tous deux sous les ordres directs du sarcastique sergent Jay Landsman (Delaney Williams).
De l'autre côté de l'enquête se trouve l'empire de la drogue d'Avon Barksdale (Wood Harris). Ambitieux et impitoyable, Barksdale est secondé par Stringer Bell (Idris Elba), son conseiller à l'optique commerciale. Le neveu d'Avon, D'Angelo Barksdale (Lawrence Gilliard Jr.), gère une partie du territoire de son oncle mais est tiraillé par sa culpabilité, tandis que le loyal Wee-Bey Brice (Hassan Johnson) est responsable de plusieurs meurtres, commandités par Avon. Sous le commandement de D'Angelo, Poot (Tray Chaney), Bodie (J. D. Williams) et Wallace (Michael B. Jordan) sont des dealers de rue, à la base de la hiérarchie pyramidale. Wallace est un adolescent intelligent mais naïf qui se retrouve piégé dans le trafic de drogue ; Bodie est discipliné, fidèle aux Barksdale mais avec un grand cœur ; et Poot est enthousiaste, heureux de suivre plutôt que de mener. En braquant plusieurs dealers pour son compte, Omar Little (Michael K. Williams) devient rapidement une épine dans le pied du clan Barksdale.

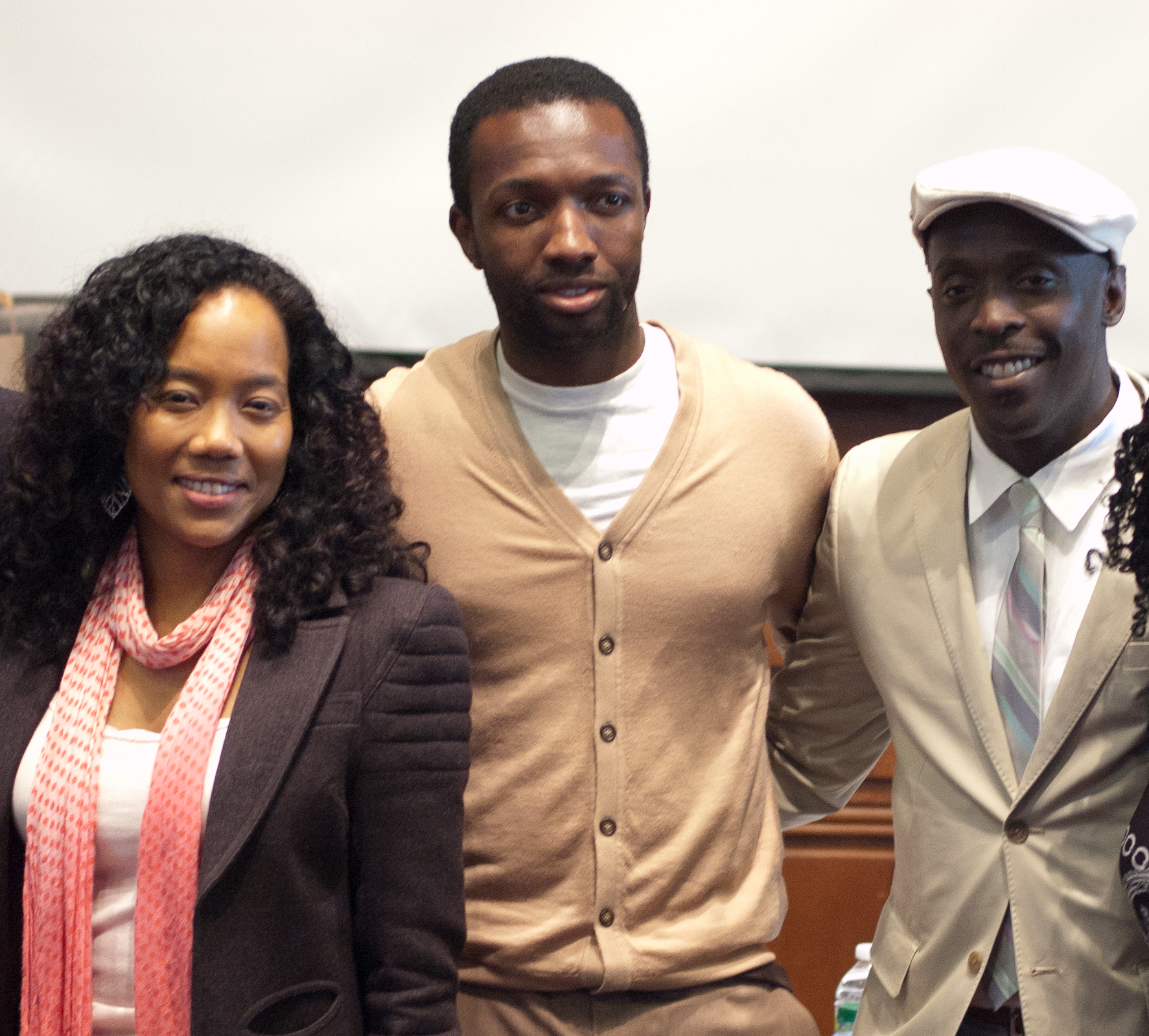
Les acteurs Sonja Sohn, Jamie Hector et Michael K. Williams à une masterclass à Harvard, en avril 2010.

La seconde saison introduit un nouveau groupe de personnages travaillant dans la zone portuaire de Baltimore. Spiros « Vondas » Vondopoulos (Paul Ben-Victor) est un mafieux, sous-patron d'une opération de contrebande à l'échelle mondiale. Beadie Russell (Amy Ryan) est officier de l’autorité portuaire et mère célibataire et Frank Sobotka (Chris Bauer) est un leader syndicaliste qui se tourne vers les activités criminelles pour récolter de l'argent afin de sauver son organisation. Les autres personnages apparaissant dans cette saison sont Nick Sobotka (Pablo Schreiber), le neveu de Frank ; Ziggy Sobotka (James Ransone), le fils perturbé de Frank ; et « Le Grec » (Bill Raymond), le mystérieux patron de Vondas. À la fin de la deuxième saison, l'action s'éloigne des docks et les personnages sont mis à l'écart, ne réapparaissant que très succinctement.
La troisième saison met en scène de nombreux personnages auparavant mineurs dans des rôles beaucoup plus importants, tels que l'inspecteur Leander Sydnor (Corey Parker Robinson), Bodie (J.D. Williams), Omar (Michael K. Williams), Proposition Joe (Robert F. Chew) ou encore le major Howard « Bunny » Colvin (Robert Wisdom). Colvin commande le district de l'ouest de Baltimore où l'organisation Barksdale sévit et, proche de la retraite, met au point une nouvelle méthode radicale pour traiter le problème de la drogue. Proposition Joe, le prudent baron de la drogue de l'Est de la ville, devient plus coopératif avec les Barksdale. Sydnor, l'une des étoiles montantes de la police dans la première saison, réintègre l'unité des crimes majeurs (Major Crimes Unit). Depuis la saison 1, Bodie a gravi les échelons de l'organisation. Il est né dans cet environnement et témoigne d'un talent certain. Omar est en pleine vendetta contre le clan Barksdale et leur donne toute son attention. De nouveaux personnages font leur entrée, parmi lesquels Tommy Carcetti (Aidan Gillen), un ambitieux conseiller municipal ; le maire Clarence Royce (Glynn Turman) que Carcetti prévoit de renverser ; Marlo Stanfield (Jamie Hector), leader d'un gang arriviste cherchant à défier la domination d'Avon ; et Dennis « Cutty » Wise (Chad Coleman), un détenu tout juste libéré et incertain de son futur.
Dans la quatrième saison, quatre jeunes acteurs intègrent la distribution, interprétant des lycéens de Baltimore Ouest : Jermaine Crawford dans le rôle de Duquan « Dukie » Weems ; Maestro Harrell dans celui de Randy Wagstaff ; Julito McCullum dans celui de Namond Brice et Tristan Wilds dans celui de Michael Lee. Norman Wilson (Reg E. Cathey) entre au service de Carcetti en tant que son directeur de campagne.
De nombreux acteurs intègrent la distribution principale de la cinquième saison. Gbenga Akinnagbe est de retour dans le rôle auparavant de second plan de Chris Partlow, principal exécuteur de la désormais dominante organisation Stanfield. Neal Huff reprend son rôle du chef de cabinet du maire, Michael Steintorf. Michael Kostroff est l'avocat spécialisé dans la défense des trafiquants de drogue, Maurice Levy, et Isiah Whitlock Jr. est le sénateur Clay Davis. Clark Johnson, réalisateur de plusieurs épisodes, apparaît pour la première fois devant la caméra en tant qu'Augustus Haynes, rédacteur principal au Baltimore Sun. Il est rejoint dans la salle de rédaction par Michelle Paress et Tom McCarthy qui interprètent les jeunes journalistes Alma Gutierrez et Scott Templeton.

## Saisons

### Saison 1

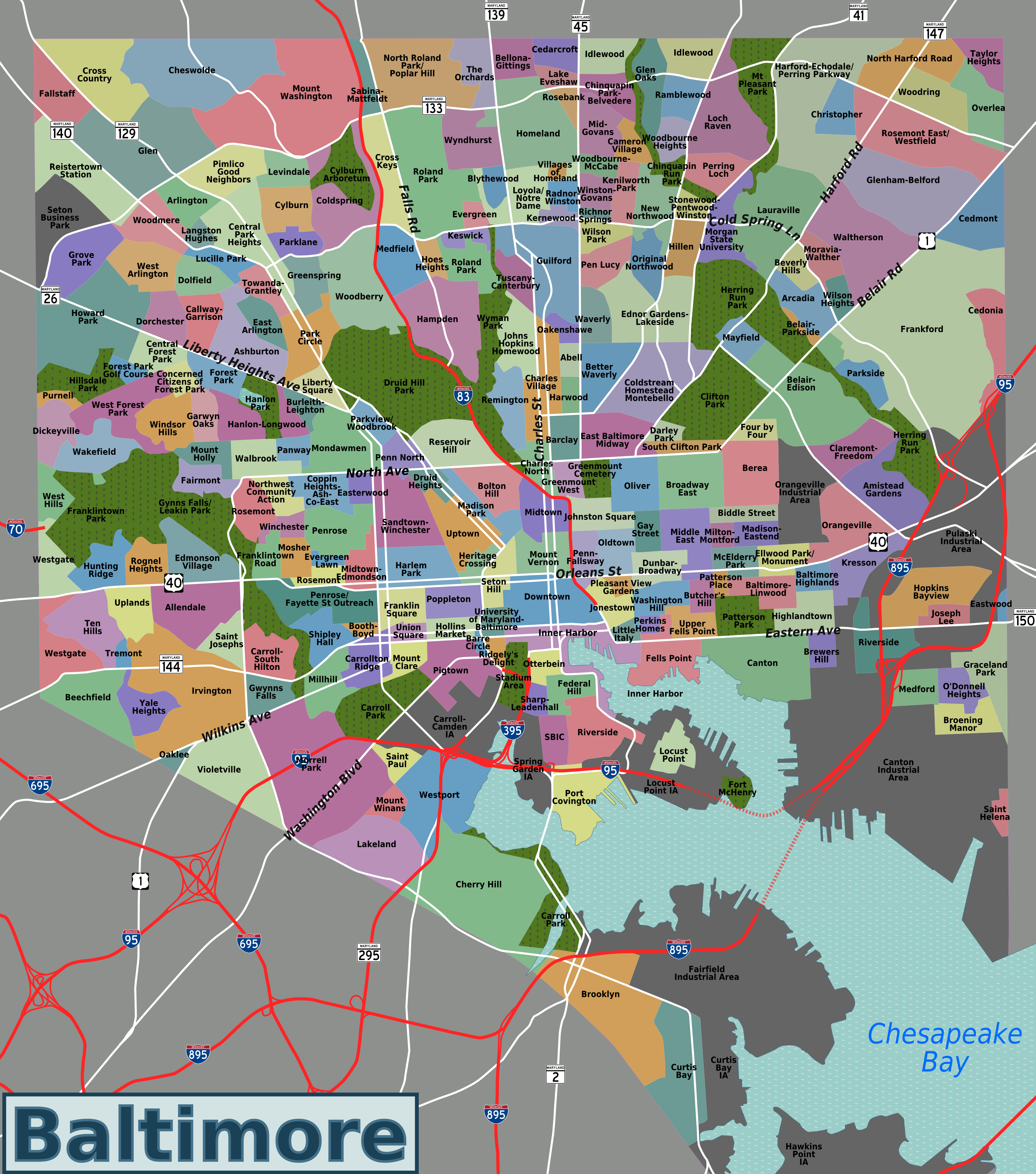
Carte de Baltimore et de ses quartiers.

La première saison de Sur écoute introduit deux groupes majeurs de personnages : le service de police de Baltimore (Baltimore Police Department ou BPD) et une organisation criminelle de trafic de drogue gérée par la famille Barksdale. La saison suit l'enquête de police à propos de cette dernière sur 13 épisodes.
L'investigation est déclenchée à la suite de l'acquittement de D'Angelo Barksdale pour meurtre après qu'un témoin clé a décidé de changer sa version en plein procès. Furieux, l'inspecteur Jimmy McNulty demande à rencontrer en privé le juge Daniel Phelan. Il lui explique que le témoin a probablement été intimidé par les membres de l'empire de la drogue d'Avon Barksdale, l'oncle de D'Angelo, et en particulier son bras droit, Stringer Bell, présent au tribunal. McNulty confie également à Phelan qu'aucune enquête n'a été ouverte sur les activités criminelles de Barksdale, qui comprend une large partie du trafic de drogue de la ville et plusieurs homicides irrésolus.
En réaction aux dires de McNulty, Phelan se plaint aux hauts responsables du BPD, les obligeant à ouvrir une enquête sur Barksdale. Cependant, en raison des dysfonctionnements liés au service, l'enquête se veut n'être qu'une façade dans le but d'apaiser le juge. Différentes brigades, telles que la brigade criminelle ou celle des stupéfiants, sont convoquées mais une lutte oppose les officiers les plus motivés à leurs supérieurs durant toute la saison, l'ingérence des hauts gradés menaçant régulièrement de ruiner leurs efforts. Le commandant de l'enquête, le lieutenant Cedric Daniels, fait office de médiateur entre les deux groupes adverses.
Pendant ce temps, le gang Barksdale, organisé et précautionneux, se dévoile à travers ses personnages et sa hiérarchie. L'organisation est continuellement contrariée par une équipe de braqueurs menée par Omar Little, une querelle qui entraîne plusieurs morts. De son côté, D'Angelo est tiraillé entre sa vie criminelle et les personnes qu'elle affecte.
La police n'a que peu de succès lors de ses arrestations de petits dealers ou pour sécuriser ses informateurs à part Bubbles, un junkie bien connu des quartiers ouest. Finalement, l'enquête opte pour la surveillance électronique, la mise sur écoute et le clonage de bippers afin d'infiltrer les moyens de communication sécurisés de l'organisation Barksdale. Cela conduit l'enquête à des domaines que les commandants espéraient éviter, y compris la politique. Lorsqu'un associé d'Avon Barksdale est arrêté par la police d'État et propose de coopérer, les commandants ordonnent une descente afin de boucler l'affaire. L'inspectrice Kima Greggs est gravement blessée durant l'opération, entraînant une réponse trop zélée du reste du service. Les Barksdale suspectent alors être la cible d'une enquête et changent leur méthodes.
Wallace, un petit dealer, est assassiné par ses amis d'enfance Bodie et Poot, sur les ordres de Stringer Bell, après avoir quitté sa mise en sécurité chez sa famille et être retourné à Baltimore. D'Angelo est arrêté en possession d'un kilo d'héroïne. Apprenant le décès de Wallace, il est prêt à dénoncer son oncle et Stringer mais sa mère le convainc d'annuler le marché et de se laisser condamner pour la famille et par peur de représailles. L'enquête parvient à arrêter Avon pour des faits mineurs ainsi qu'un de ses soldats, Wee-Bey Brice, qui confesse la plupart des meurtres, y compris certains qu'il n'a pas commis. Stringer n'est pas inculpé et prend les rênes de l'empire Barksdale en l'absence d'Avon. L'opposition à leurs supérieurs entraîne de lourdes conséquences pour les officiers : Daniels est écarté d'une promotion et McNulty est muté à la brigade maritime.

### Saison 2

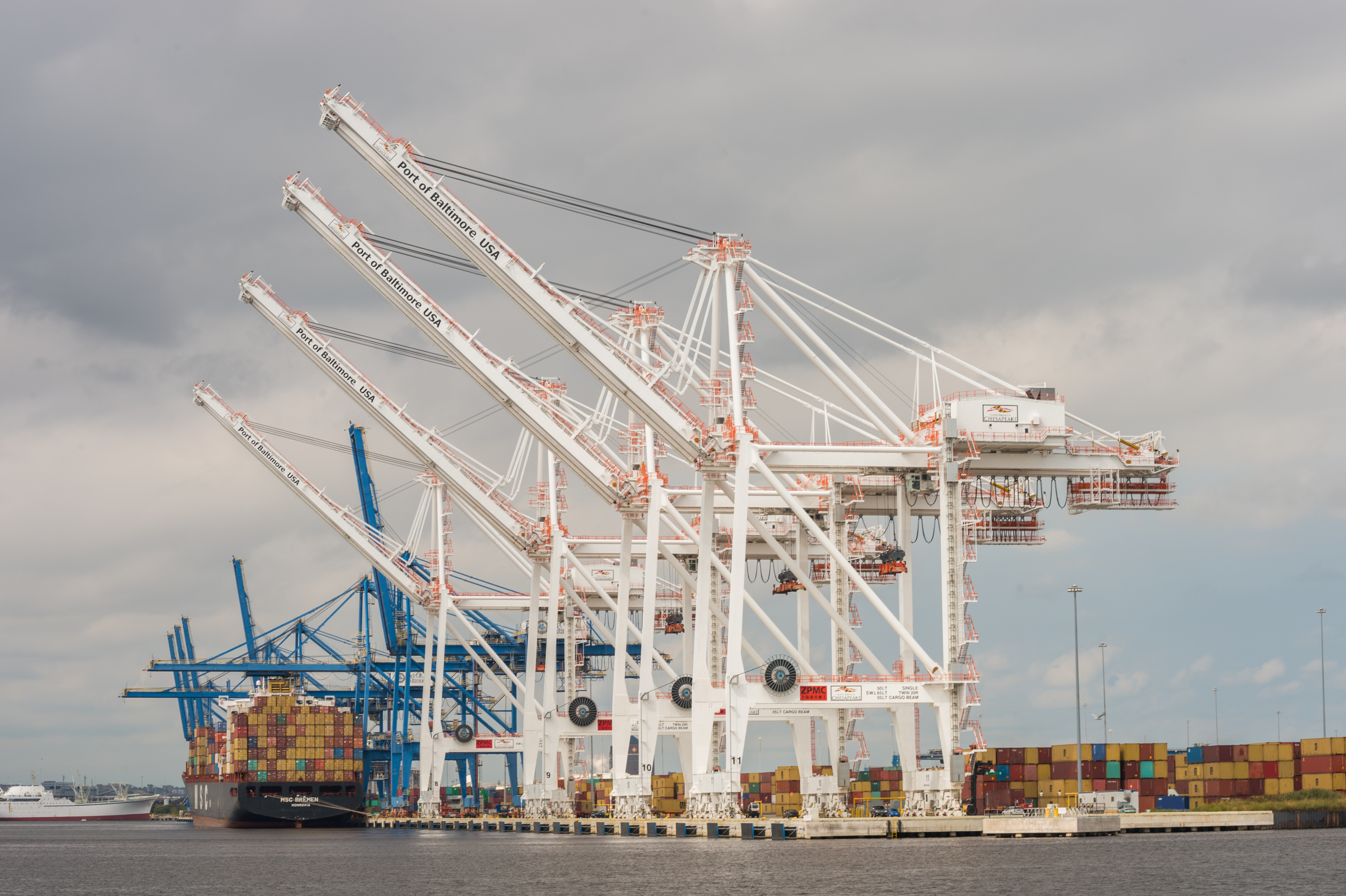
La majeure partie de la saison 2 se concentre sur le port de Baltimore, le déclin de la classe ouvrière américaine et son inclusion dans la transition entre une société industrielle et post-industrielle.

La seconde saison, en plus de poursuivre son étude des problèmes liés à la drogue et à son effet sur la pauvreté urbaine, examine le sort de la classe ouvrière urbaine en col bleu par le biais des dockers œuvrant au port. Certains d'entre eux sont ainsi pris dans les rouages du trafic de drogue ou d'autres contrebandes livrées dans les conteneurs transitant par leur port. En parallèle, l'organisation Barksdale poursuit son trafic de drogue malgré l'emprisonnement d'Avon, ce qui permet à Stringer Bell d'assumer un pouvoir plus conséquent.
McNulty, désormais affecté à l'unité marine, nourrit une rancune tenace envers ses anciens commandants. Lorsque treize jeunes femmes non identifiées sont retrouvées mortes dans un conteneur sur les docks, McNulty parvient à placer les meurtres dans la juridiction de son précédent supérieur par vengeance. Pendant ce temps, le major de police Stan Valchek entre en conflit avec Frank Sobotka, leader polono-américain de l'International Brotherhood of Stevedores (littéralement la « Fraternité Internationale des Dockers »), un syndicat fictif de dockers, à propos de dons concurrents auprès de leur ancienne église de quartier. Valchek ordonne une enquête sur Sobotka. Cedric Daniels, encensé par Roland « Prez » Pryzbylewski, le beau-fils de Valchek, et salué pour son travail sur l'affaire Barksdale, est sélectionné en échange de l'assurance d'être nommé à la tête d'une unité spéciale avec un personnel choisi par ses soins.
Au port, la vie des cols bleus est de plus en plus difficile et le travail se fait rare. En tant que leader syndicaliste, Sobotka tente de dynamiser le port en faisant pression sur les politiciens pour qu'ils soutiennent les initiatives d'amélioration des infrastructures indispensables. Manquant de fonds nécessaires pour ce genre d'influence, Sobotka se retrouve impliqué dans un réseau de contrebande. Autour de lui, son fils et son neveu se tournent également vers le crime, ne voyant que très peu d'autres opportunités de gagner de l'argent. Très vite, l'enquête liée à Sobotka fait le lien avec l'affaire des jeunes filles mortes. Celles-ci ont en effet été retrouvées dans un conteneur qui était censé passer en contrebande par le port. L'unité de Daniels utilise une nouvelle fois la mise sur écoute pour infiltrer le réseau criminel et remonte peu à peu sa hiérarchie jusqu'au « Grec », le mystérieux homme aux commandes. Valchek, agacé que l'enquête ne se concentre plus uniquement sur Sobotka, fait appel au FBI. Cependant le Grec possède une taupe et commence à rompre tous les liens qui le lient à Baltimore lorsqu'il prend connaissance de l'enquête.
Après une dispute violente au sujet d'un vol de marchandises, le fils capricieux de Sobotka, Ziggy, est accusé du meurtre de l'un des hommes de main du Grec. Sobotka lui-même est arrêté pour contrebande. Il accepte de travailler avec l'enquête afin d'aider son fils, se rendant compte de ses erreurs. Le Grec l'apprend par le biais de sa taupe et fait tuer Sobotka. L'enquête parvient à trouver le coupable des treize homicides mais celui-ci est déjà mort. Plusieurs dealers et contrebandiers sont arrêtés mais le Grec et son bras droit parviennent à s'échapper et restent non identifiés. Le major Valchek est heureux que Sobotka ait été arrêté ; l'affaire est vue comme un succès par le commandement mais pour l'unité, elle est un échec.
De l'autre côté de la ville, l'organisation Barksdale poursuit ses affaires sous la direction de Stringer Bell tandis qu'Avon Barksdale et D'Angelo sont incarcérés. D'Angelo décide de rompre les ponts avec sa famille lorsque son oncle met à mort plusieurs prisonniers et fait accuser un gardien corrompu afin de réduire sa peine. Stringer ordonne secrètement le meurtre de D'Angelo, mis en scène pour ressembler à un suicide. Avon, ignorant la duplicité de Stringer, pleure la perte de son neveu.
Stringer se retrouve lui aussi dans une situation délicate, les fournisseurs d'Avon à New York l'ayant renié et le laissant avec des produits de plus en plus basse qualité. Une nouvelle fois, il passe un marché derrière le dos d'Avon en offrant à son rival, Proposition Joe, son territoire le plus prisé en échange d'une partie de son approvisionnement, qui se révèle provenir du Grec. Avon, ignorant l’arrangement, pense que Joe et d'autres dealers tentent de s’approprier son territoire parce que les Barksdale manquent d'hommes de main. Il utilise ses relations avec New York pour embaucher un redoutable assassin appelé Frère Mouzone. Stringer parvient à faire croire à son ancien adversaire Omar que Mouzone est responsable du meurtre brutal de son partenaire lors de leur querelle durant la saison précédente. Assoiffé de vengeance, Omar abat Mouzone mais, comprenant que Stringer lui a menti, appelle une ambulance. Mouzone se rétablit et quitte Baltimore. Stringer, désormais avec le consentement d'Avon, peut poursuivre son arrangement avec Proposition Joe.

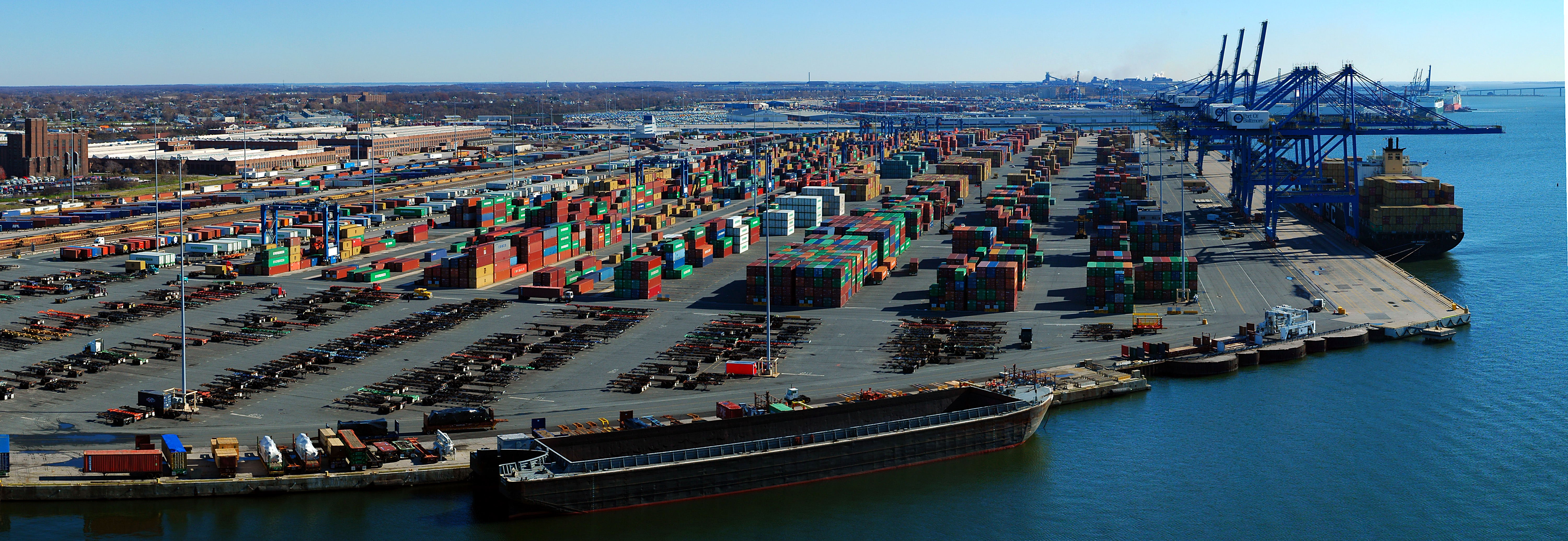
Panorama du Seagirt Marine Terminal, lieu de tournage de nombreuses scènes se déroulant au port.

### Saison 3

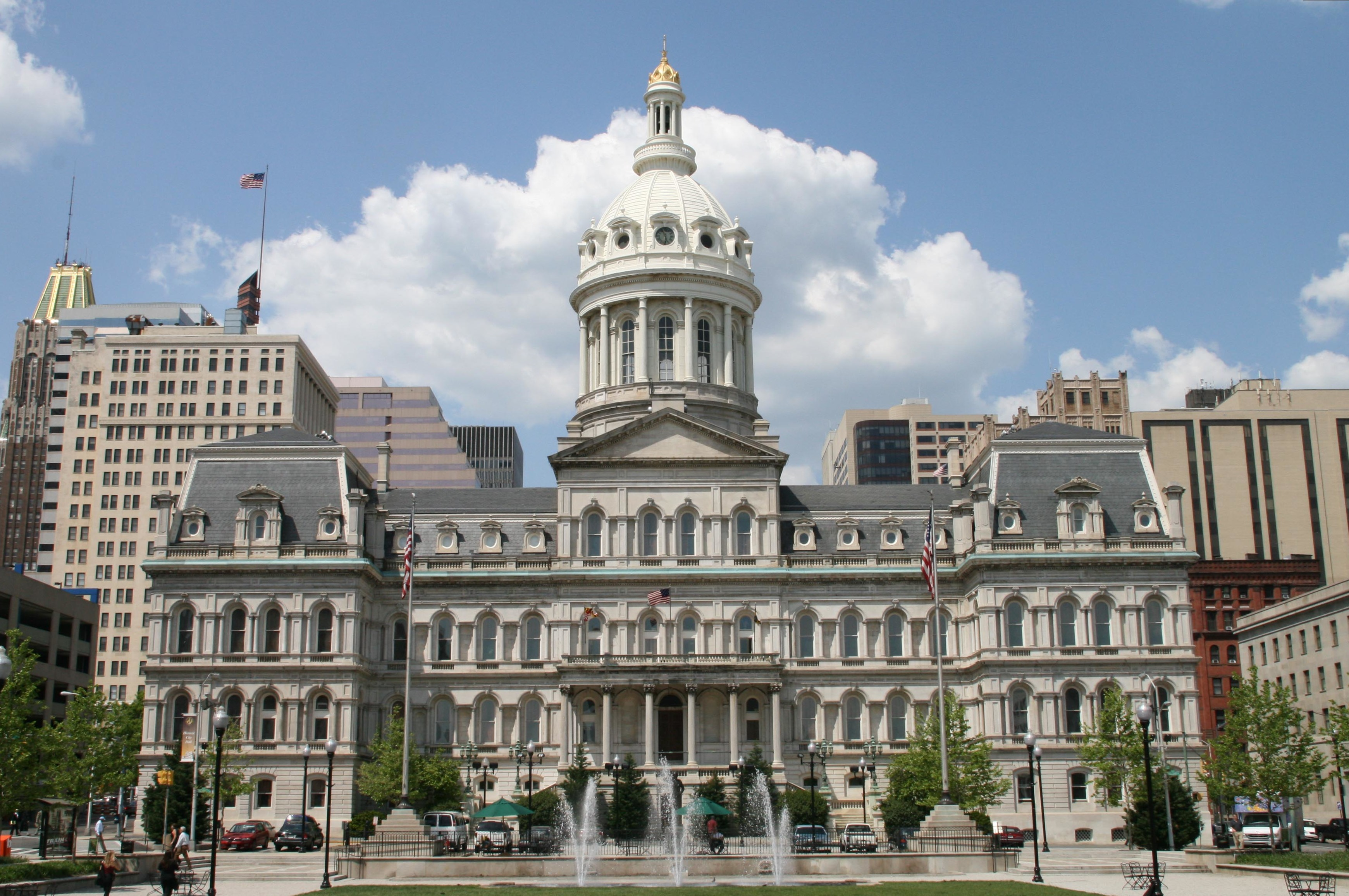
Avec sa troisième saison, Sur écoute s'ouvre sur l'hôtel de ville et la politique municipale de Baltimore.

La troisième saison se concentre à nouveau sur la rue et l'organisation des Barksdale. La série inclut désormais la scène politique de la ville. Une intrigue secondaire explore les effets potentiellement positifs d'une légalisation de facto du commerce de la drogue, et accessoirement de la prostitution, au sein d'un territoire délimité de quelques blocs résidentiels inhabités surnommé « Hamsterdam ». Les avantages escomptés, comme à Amsterdam et dans d'autres villes européennes, sont une réduction de la criminalité de rue dans toute la ville et une plus grande portée des services de santé et des services sociaux aux personnes vulnérables.
La démolition des tours résidentielles servant de territoire principal à l'organisation Barksdale oblige les dealers à retourner dans les rues de Baltimore. Stringer Bell poursuit sa réforme de l'organisation en coopérant avec d'autres barons de la drogue, partageant leurs territoires, produits et bénéfices. Mais la nouvelle politique de Stringer se heurte au rejet brutal de Marlo Stanfield, leader d'un nouveau gang en plein expansion. Contre les recommandations de Stringer, Avon décide de mettre la main sur le territoire de Marlo par la force et les deux clans se retrouvent impliqués dans une guerre faisant de nombreux morts. Omar, en compagnie de son nouveau petit ami et de deux femmes, continue à voler le clan Barksdale dès que possible ; il est à nouveau considéré comme un sérieux problème. La violence liée au trafic de drogue pousse Cedric Daniels et son unité des crimes majeurs (Major Crimes Unit, MCU), désormais pérennisée, à enquêter.
Le conseiller municipal Tommy Carcetti se prépare à la course électorale pour le poste de maire de la ville. Il manipule un autre conseiller pour qu'il s'oppose au maire actuel et ainsi diviser le vote noir. Il s'entoure d'un responsable de campagne compétent et commence à faire les gros titres de la presse locale.
Approchant la fin de sa carrière, le major Howard « Bunny » Colvin du district de l'ouest souhaite opérer un véritable changement dans les quartiers en difficulté dont il est depuis longtemps responsable. Sans que son commandement ne le sache, Colvin crée des zones où la police va surveiller, mais non punir, le marché de la drogue. Les forces de l'ordre répriment sévèrement la violence dans ces zones ainsi que le trafic de drogue ailleurs dans la ville. Pendant plusieurs semaines, son expérience fonctionne et le criminalité diminue dans son district. Ses supérieurs mais aussi les médias et les politiciens de la ville finissent par avoir connaissance de cet arrangement et l'expérience « Hamsterdam » prend fin. Les hauts gradés étant indignés par ses actions, Colvin accepte une rétrogradation et prend sa retraite du service de police avec une pension minime. Tommy Carcetti utilise le scandale pour prononcer un grand discours durant le conseil municipal hebdomadaire de la ville.
Pendant ce temps, Dennis « Cutty » Wise, autrefois homme de main de dealers, est libéré de prison après avoir passé 14 ans en prison. Cutty souhaite mener une vie honnête, en partie pour renouer avec une ancienne petite amie. Il tente de travailler en tant qu'ouvrier mais éprouve des difficultés à s'adapter à sa vie d'homme libre. Il flirte alors avec son ancienne vie et commence à travailler pour Avon. Comprenant qu'il n'a plus le cœur pour le meurtre, il quitte le clan Barksdale et utilise le financement d'Avon pour ouvrir sa propre salle de boxe.
La MCU apprend que Stringer a investi dans l'immobilier afin de poursuivre son rêve d'une carrière de businessman légitime et prospère. Persuadé que la guerre de territoire sanglante contre Stanfield est sur le point de détruire tout ce pour quoi le clan Barksdale a travaillé, Stringer informe Colvin de la localisation de l'arsenal d'Avon. Frère Mouzone revient à Baltimore et retrouve Omar pour lui proposer d'unir leurs forces. Mouzone affirme à Avon que sa tentative de meurtre survenue la saison précédente doit être vengée. Avon, se rappelant comment Stringer a ignoré ses ordres entraînant la tentative de Stringer de faire tuer Mouzone, furieux du meurtre de D'Angelo que Stringer a finalement confessé, et craignant que Mouzone nuise à sa réputation à l'extérieur de Baltimore, informe Mouzone de la venue de Stringer sur son site de construction. Mouzone et Omar le coincent et le tuent par balles.
Colvin renseigne McNulty sur la cache d'Avon et, armée des informations récoltées par la mise sur écoute des téléphones jetables du clan Barksdale, la MCU réalise une descente, arrête Avon et la plupart de ses lieutenants. L'empire criminel des Barksdale étant en ruines, le jeune gang Stanfield n'a plus qu'à s'emparer de ses territoires. Le trafic de drogue dans le West Baltimore continue.

### Saison 4

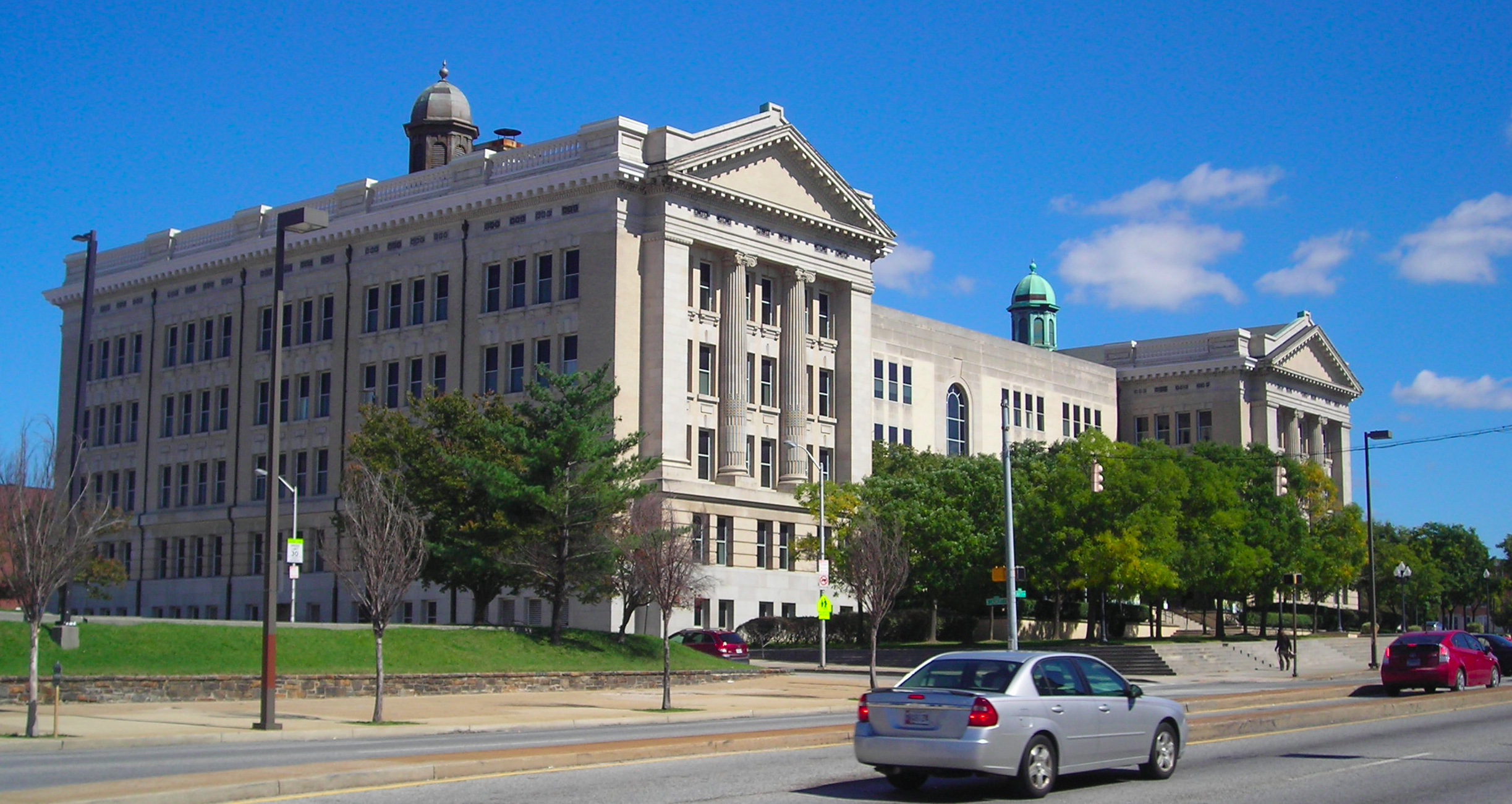
La quatrième saison introduit le système éducatif public de Baltimore.

La quatrième saison se concentre sur le système scolaire et la course à la mairie. Elle se penche également sur l'organisation de Marlo Stanfield, qui a pris le contrôle de la majeure partie du trafic de drogue de l'ouest de Baltimore, ainsi que sur Duquan « Dukie » Weems, Randy Wagstaff, Michael Lee et Namond Brice, quatre garçons des quartiers ouest qui entrent en 4e (8th grade). Prez commence une nouvelle carrière en tant que professeur de mathématiques dans leur école. Stanfield, connu pour son sang-froid, a réussi à dominer les rues de l'ouest de la ville à force de meurtres et d'intimidation, compensant la mauvaise qualité de sa marchandise et son manque de sens des affaires. Ses hommes de mains, Chris Partlow et Snoop, cachent leurs nombreuses victimes dans des maisons abandonnées, là où les corps ne seront que difficilement découverts. La disparition d'autant de criminels connus des services de police commence à intriguer à la fois la MCU, chargée d'enquêter sur Stanfield, et la brigade criminelle, qui enquête sur les meurtres présumés. Stanfield oblige Bodie à travailler pour lui.
McNulty est maintenant un simple agent et vit avec Beadie Russell. Il refuse poliment les offres de Daniels, nommé major responsable du district ouest. Kima Greggs et Lester Freamon, inspecteurs attachés à la MCU, enquêtent sur les dons politiques d'Avon Barksdale et assignent à comparaître plusieurs figures clés de la ville. Sous la pression du commissaire Ervin Burrell et du maire Clarence Royce, l'affaire est classée et ils sont placés sous supervision stricte. Les deux réclament et obtiennent leur transfert à la brigade criminelle.
La campagne pour le poste de maire entre dans ses dernières semaines. Royce possède une avance apparemment insurmontable sur ses adversaires Tommy Carcetti et Tony Gray, du fait de son budget considérable et de ses soutiens de poids. Mais il commence à perdre cet avantage lorsque ses machinations politiques se retournent contre lui et que Carcetti met en exergue les problèmes de criminalité de la ville. Carcetti remporte l'élection primaire.
Colvin rejoint un groupe de recherche qui aspire à étudier les potentiels futurs criminels au sein des élèves de collège. Cutty continue l'entrainement de garçons dans sa salle de boxe et accepte un travail à l'école pour rassembler les absents. Prez connait quelques succès avec ses élèves mais certains d'entre eux commencent à sécher les cours. Perturbateur, Namond est transféré dans le groupe de recherche, où il développe petit à petit du respect et de l'affection pour Colvin. Randy, dans un moment de désespoir, avoue avoir connaissance d'un meurtre à l'assistant du principal puis la police l'interroge. Bubbles prend un adolescent sans domicile fixe nommé Sherrod sous son aile. Il tente de l'inciter à retourner à l'école, sans succès.
Proposition Joe essaye de pousser Omar et Stanfield au conflit pour convaincre ce dernier de rejoindre sa coopérative. Omar vole Stanfield qui, à son tour, accuse Omar d'un meurtre et essaye de le faire tuer en prison mais Omar parvient à se faire disculper avec l'aide de Bunk. Omar apprend le coup monté de Stanfield et se venge en volant tout le stock de la coopérative puis part en retraite en dehors de la ville. Stanfield, furieux, reproche à Joe d'avoir laissé faire le vol de la cargaison. Stanfield réclame réparation et Joe lui arrange donc une rencontre avec Spiros Vondas, qui parvient à l'apaiser. Ayant désormais connaissance des liens entre Joe et les Grecs, Stanfield commence à enquêter pour en savoir plus sur leur rôle dans l'importation de narcotiques à Baltimore.
Freamon découvre les corps que Chris et Snoop ont cachés. Bodie accepte de témoigner contre Stanfield et son clan auprès de McNulty mais il est abattu d'une balle dans la tête par O-Dog, un des protégés de Snoop et Chris. Sherrod meurt après avoir reniflé une capsule d'héroïne empoisonnée sans savoir que Bubbles l'avait destinée à l'un de leurs persécuteurs. Bubbles se rend à la police et tente de se suicider mais survit et intègre un centre de désintoxication plutôt que la prison. Michael rejoint les rangs des tueurs de Stanfield et prend en charge un coin de rue, accompagné par Dukie lui aussi ayant quitté l'école. La maison de Randy est incendiée par des brutes du collège après qu'il a coopéré avec la police. Sa mère d'accueil est hospitalisée et il est renvoyé dans un foyer. Namond est recueilli par Colvin, qui reconnait son bon côté. Les membres de la MCU des premières saisons sont pour la plupart réunis et reprennent leur enquête sur Stanfield.

### Saison 5

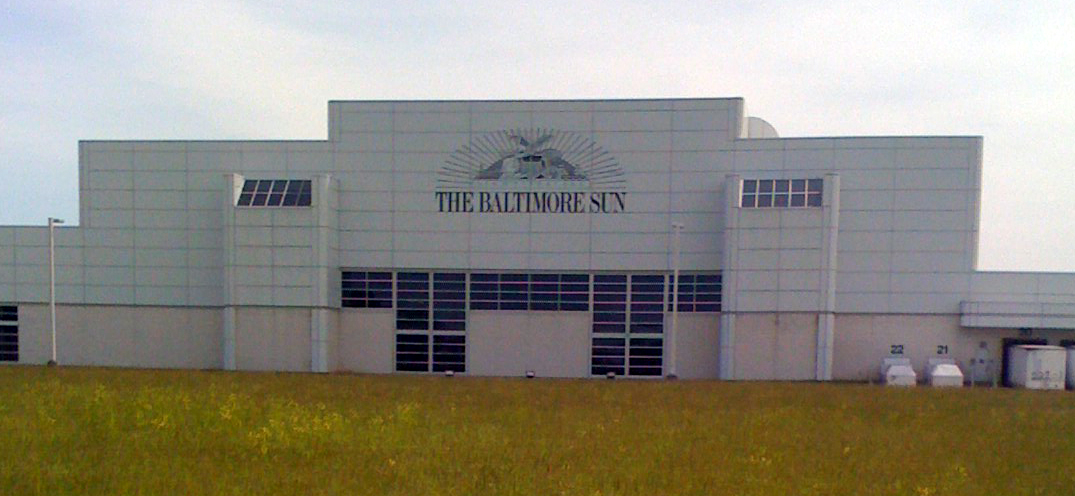
La dernière saison met en scène une version fictive du Baltimore Sun, où le créateur David Simon a travaillé pendant plus de dix ans.

La cinquième saison se concentre sur les médias et leur consommation. Elle met en scène une version fictive du journal The Baltimore Sun et certains éléments de son intrigue adaptent des événements réels (tels que le scandale lié à Jayson Blair, journaliste au New York Times) ou des figures du Sun. Selon David Simon, cette ultime saison traite de « quelles histoires sont racontées et quelles sont celles qui ne le sont pas et pourquoi les choses restent les mêmes ». Certaines problématiques telles que la recherche du profit, le déclin du nombre de journalistes et la fin de l'aspiration à la qualité sont également abordées, parallèlement à celle des sans-abris. John Carroll du Baltimore Sun sert de modèle pour le personnage du rédacteur « lâche et assoiffé de prix » du journal fictif.
Un an s'est déroulé depuis la découverte des corps et l'enquête sur Marlo Stanfield se poursuit. Le service de police de Baltimore fait face à des restrictions budgétaires, exigées par Tommy Carcetti, à présent maire de la ville, afin de redresser le déficit de l'éducation. Cette décision oblige la MCU à clore l'enquête au sujet de Marlo Stanfield et son organisation. Cedric Daniels demande une enquête sur le sénateur Clay Davis pour corruption. Jimmy McNulty est de retour à la brigade criminelle et décide de détourner des fonds pour le service de police en falsifiant des preuves afin de faire croire qu'un tueur en série assassine des sans-abris.
Le Baltimore Sun fait également face à des restrictions budgétaires et peine à couvrir correctement la ville, omettant de nombreux sujets importants. Le commissaire Ervin Burrell continue à falsifier les statistiques de la criminalité et est licencié par Carcetti qui désire le replacer par Daniels.
Marlo Stanfield fait sortir Omar de sa retraite en faisant assassiner Butchie, son mentor. Proposition Joe apprend à Stanfield comment blanchir son argent et à éviter les enquêtes. Une fois que Joe ne lui est plus utile, Stanfield le fait assassiner avec l'aide du neveu de Joe, Cheese Wagstaff, et usurpe sa position auprès des Grecs et de la coopérative. Michael Lee continue à travailler en tant qu'homme de main de Stanfield, accueillant chez lui Dukie et son petit frère Bug.
Omar revient à Baltimore assoiffé de vengeance, prenant pour cible l'organisation de Stanfield, volant et détruisant argent et drogue, tuant de nombreux hommes de main de Stanfield afin de forcer Marlo à se dévoiler. Il est finalement abattu dans une épicerie par Kenard, un très jeune dealer de rue.
Reporter au Baltimore Sun, Scott Templeton prétend avoir été contacté par le faux tueur en série de McNulty et invente des histoires pour progresser dans la hiérarchie. Le rédacteur Augustus « Gus » Haynes devient suspicieux, mais ses supérieurs adorent Templeton. McNulty soutient les dires du journaliste afin de légitimer son tueur en série fabriqué. L'histoire prend de l'ampleur et la problématique des sans-abris, au centre des attentions, devient un des sujets clés de la campagne de Carcetti pour le poste de gouverneur. Il restaure le budget du service de police.
Bubbles est en voie de guérison de son addiction à la drogue et habite dans le sous-sol de sa sœur tandis que Dukie s'enfonce dans son addiction. Bunk, écœuré par les machinations de McNulty, demande à Freamon de le raisonner. Au contraire, Freamon appuie McNulty dans son mensonge et utilise les ressources dédiées à l'affaire pour financer une mise sur écoute illégale de Stanfield. Bunk reprend son enquête sur les meurtres des maisons abandonnées, menant à un mandat d'arrêt envers Partlow pour l'assassinat du beau-père de Michael Lee.
Freamon et Leander Sydnor réunissent assez de preuves pour arrêter Stanfield et la plupart de ses lieutenants, saisissant une grande quantité de drogue. Stanfield suspecte Michael d'être un informateur et ordonne son assassinat. Michael comprend le coup monté et tue Snoop à la place. Recherché, il confie Bug à une tante et commence une carrière de braqueur solo. Délaissé par le système, Dukie vit avec plusieurs toxicomanes.
Pour ne pas la laisser perdre son temps sur l'affaire, McNulty avoue à Greggs qu'il a inventé le tueur en série. Greggs en parle à Daniels qui, avec Rhonda Pearlman, apporte la nouvelle à Carcetti. Cependant, celui-ci exige que l'on couvre l'affaire du fait de son importance pour sa propre campagne.
Le sénateur Clay Davis est acquitté mais Freamon le menace de poursuites fédérales afin de le faire chanter et de lui soutirer des informations. Davis révèle que Maurice Levy a une taupe au sein du palais de justice à qui il achète illégalement des copies d'actes d'accusation scellés. Herc révèle à Levy que l'affaire Stanfield repose probablement sur une mise sur écoute illégale, ce qui mettrait en péril toute l'affaire. Levy explique ses découvertes à Pearlman mais celle-ci utilise l'espionnage de Levy pour le faire chanter à son tour et négocier des peines pour ses accusés. Levy assure la libération de Stanfield à la condition qu'il se retire du trafic de drogue définitivement tandis que ses subordonnés acceptent de longues peines. Stanfield vend ses connexions avec les Grecs à la coopérative et envisage de devenir homme d'affaires, mais il semble finalement incapable ou réticent à l'idée de rester loin de la rue.

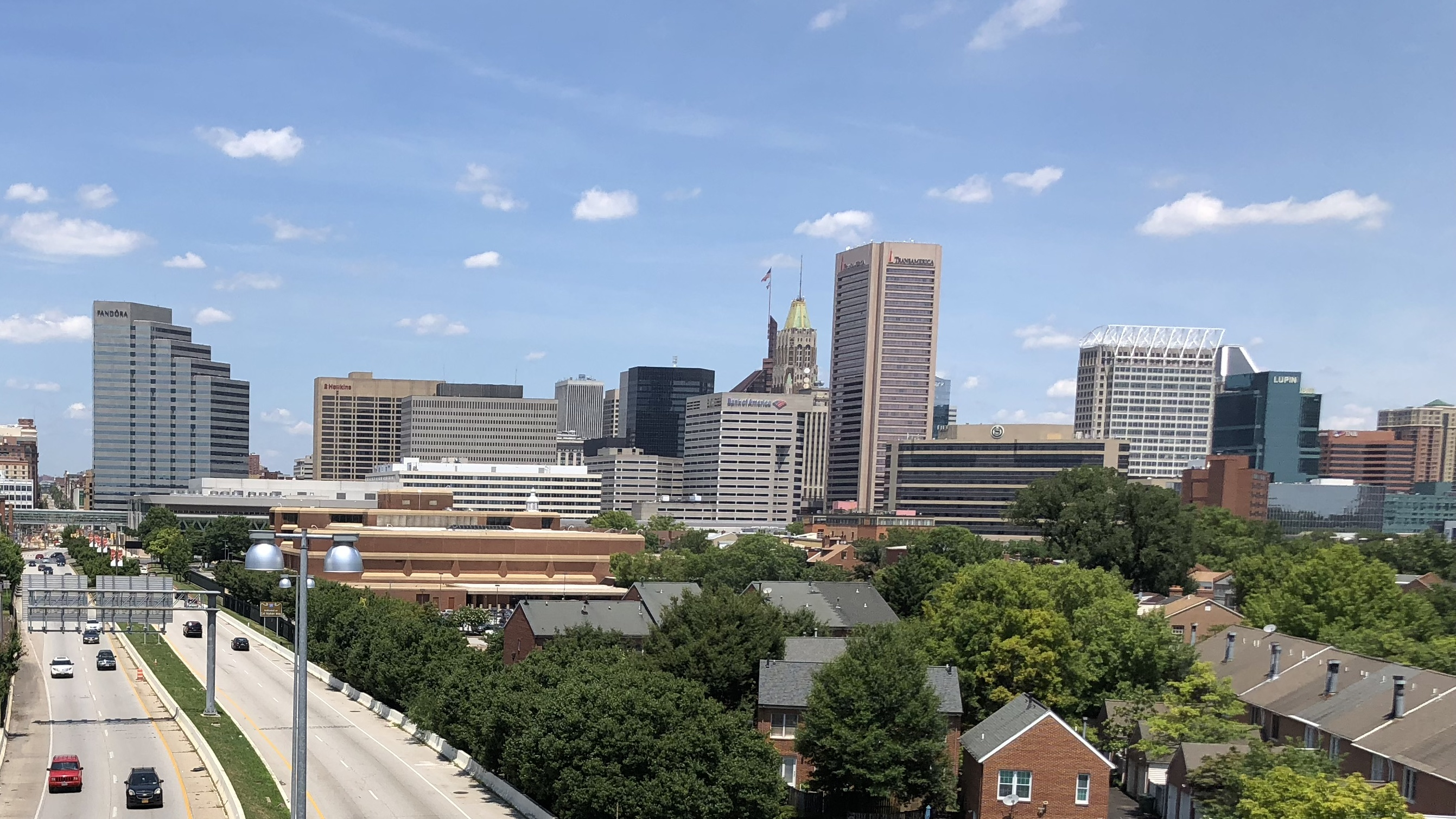
Panorama urbain de Baltimore similaire au dernier plan de la série, montrant notamment le 250 West Pratt Street, le Bank of America Building, le Legg Mason Building et le 100 East Pratt Street.

Alors que l'affaire du tueur en série commence à être étouffée, d'autres meurtres ont lieu, réalisés par un imitateur que McNulty ne tarde pas à arrêter. Pearlman explique à McNulty et Freamon qu'ils ne peuvent plus être autorisés à enquêter et les met en garde contre des accusations criminelles si le scandale venait à être rendu public. Ils choisissent de prendre leur retraite de la police. Haynes tente d'exposer l'imposture de Templeton mais ses supérieurs ignorent les accusations et rétrogradent quiconque émet des critiques à l'égard de leur journaliste vedette. Carcetti met la pression sur Daniels pour falsifier les statistiques de la criminalité pour appuyer sa campagne. Daniels refuse et préfère démissionner en silence plutôt que de voir son dossier chez le FBI fuiter.
Dans un ultime montage, McNulty observe la ville, Freamon savoure sa retraite, Templeton obtient un Pulitzer, Carcetti devient gouverneur, Haynes est mis au placard et travaille à la relecture tandis que Fletcher le remplace, le major Valchek est fait commissaire, le major Rawls est nommé superintendent de la police d'État du Maryland, Dukie est héroïnomane, Michael poursuit ses braquages, Pearlman devient juge et Daniels avocat de la défense, Bubbles est autorisé à quitter son sous-sol pour partager un dîner avec sa famille, Partlow purge sa peine à perpétuité aux côtés de Wee-Bey, le trafic de drogue continue et, finalement, les habitants de Baltimore poursuivent leur vie,.

### Préquelles
Durant la diffusion de la cinquième saison, HBO produit trois courts épisodes narrant quelques moments importants de la vie des personnages de Sur écoute. Ces trois préquelles mettent en scène McNulty et Bunk lors de leur première rencontre, Proposition Joe en tant que jeune homme d'affaires et Omar lorsqu'il était enfant. Ces épisodes sont disponibles sur le coffret DVD intégral de la série.

## Style

### Réalisme

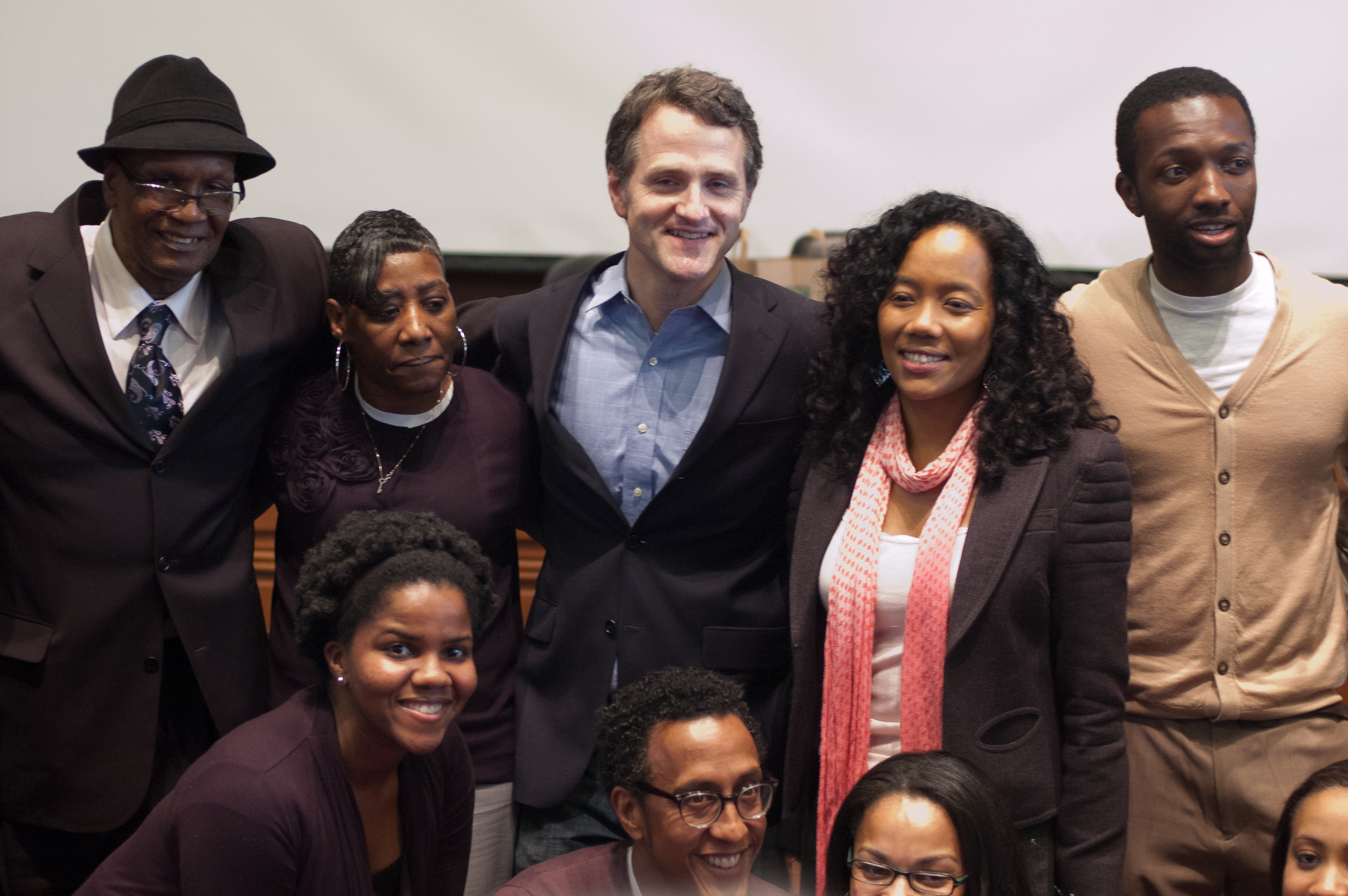
Donnie Andrews, à gauche en compagnie de sa femme Fran Boyd, a inspiré le personnage d'Omar Little. Sont également visibles les acteurs Jim True-Frost, Sonja Sohn, Jamie Hector et Andre Royo.

Les scénaristes ont pour ambition de créer une vision réaliste de la ville américaine grâce à leurs propres expériences. David Simon, alors journaliste pour le Baltimore Sun, a passé une année auprès de la brigade criminelle de Baltimore pour rédiger son livre Baltimore,. Il y rencontre Ed Burns, qui a travaillé pendant vingt ans au sein du Baltimore Police Department (BPD) puis a ensuite intégré une école du centre-ville pour y devenir enseignant,. Simon et Burns passent ensemble un an à se documenter sur la culture de la drogue et la pauvreté à Baltimore pour leur livre The Corner: A Year in the Life of an Inner-City Neighbourhood. Leurs expériences et anecdotes combinées se retrouvent ainsi dans des intrigues de Sur écoute,.
La création de personnages authentiques et crédibles est au centre de cette ambition réaliste. Simon explique que la plupart d'entre eux sont des composites de plusieurs personnages réels de Baltimore. Par exemple, Donnie Andrews a été l'inspiration majeure pour la création du personnage d'Omar Little. Tommy Carcetti est inspiré, entre autres, de Martin O'Malley. Avon Barksdale, quant à lui, est inspiré en partie de Melvin Williams, un baron de la drogue arrêté dans les années 1980 par Ed Burns et que ce dernier a ensuite présenté à David Simon lors de la rédaction de ses livres sur Baltimore,. Par ailleurs, l'organisation de « Little Melvin » utilisait exclusivement des bippers pour communiquer avec des méthodes de chiffrement simples, éléments qui ont été repris dans l'intrigue de la première saison. Donnie Andrews et Melvin Williams obtiennent également des rôles caméo dans la série, jouant respectivement un associé d'Omar et un diacre.
De nombreux acteurs non-professionnels apparaissent dans des rôles mineurs, la série se distinguant en montrant « les visages et les voix de la vraie ville » qu'elle dépeint. Les scénaristes usent aussi de l'argot contemporain pour renforcer l'immersion. Sur écoute devient alors une plongée sociologique « quasi documentaire » au cœur du quotidien des habitants des quartiers de Baltimore,. Parfois heureuses, bien plus souvent tragiques, les multiples histoires qui composent cette mosaïque sont autant de points de vue, de façons complémentaires de voir la misère et la noirceur de la vie des citoyens ordinaires aux États-Unis. La ville est considérée par certains observateurs comme le personnage principal de cette série chorale,.
Désireux de distinguer ses personnages des autres séries policières, Simon souligne que même les meilleurs éléments de la police dans Sur écoute ne sont pas motivés par une volonté de protéger et servir mais par une vanité intellectuelle qui les pousse à penser qu'ils sont plus malins que les criminels qu'ils poursuivent. Si plusieurs policiers témoignent en effet de qualités altruistes, beaucoup d'autres sont dépeints comme incompétents, brutaux, mégalomanes ou écrasés par la bureaucratie et la politique. Les criminels quant à eux ne sont pas toujours motivés par l'unique profit ou la volonté de blesser les autres ; plusieurs d'entre eux sont piégés dans leur existence et tous ont des qualités humaines. Cela dit, Sur écoute ne tend jamais à minimiser ou à dissimuler les terribles répercussions de leurs actes. En conséquence, contrairement aux canons de la série télévisée policière, les policiers ne peuvent être observés comme moralement supérieurs aux criminels, et il n'y a pas de « bon » ou de « méchant »,.
La série se veut réaliste dans sa représentation du travail de la police mais aussi des activités criminelles. Plusieurs articles de presse ont fait mention de criminels ayant regardé Sur écoute pour apprendre à contourner les méthodes d'investigation de la police,. La cinquième saison met en scène la rédaction du Baltimore Sun, qualifiée par Brian Lowry dans les pages de Variety en 2007 comme la représentation la plus réaliste d'un média au cinéma ou à la télévision.
Le réalisme se trouve également dans les décors, l'environnement étant capital pour que le spectateur puisse se localiser dans Baltimore et que l'intrigue reste lisible. Ainsi, une simple vue du linge séchant près d'immeubles en briques rouges permet d'identifier que la scène va se dérouler dans les quartiers défavorisés. Le célèbre canapé orange de Wallace, Poot et D'Angelo est un exemple d'élément de décor distinctif utilisé à cet effet, parfois comparé à celui de Friends,. Aussi, la représentation de la désertification urbaine — dont le white flight — de Baltimore est fidèle, de nombreuses scènes montrant presque une majorité d'immeubles innocupés.
Dans un article du Washington Post daté de décembre 2006, des étudiants afro-américains affirment que la série a « touché une corde sensible » (« hit a nerve ») au sein de la communauté noire et qu'ils connaissent eux-mêmes plusieurs personnes similaires aux personnages. L'article exprime une profonde tristesse face aux chiffres de la drogue et de la violence qui touchent cette communauté.

### Commentaire social

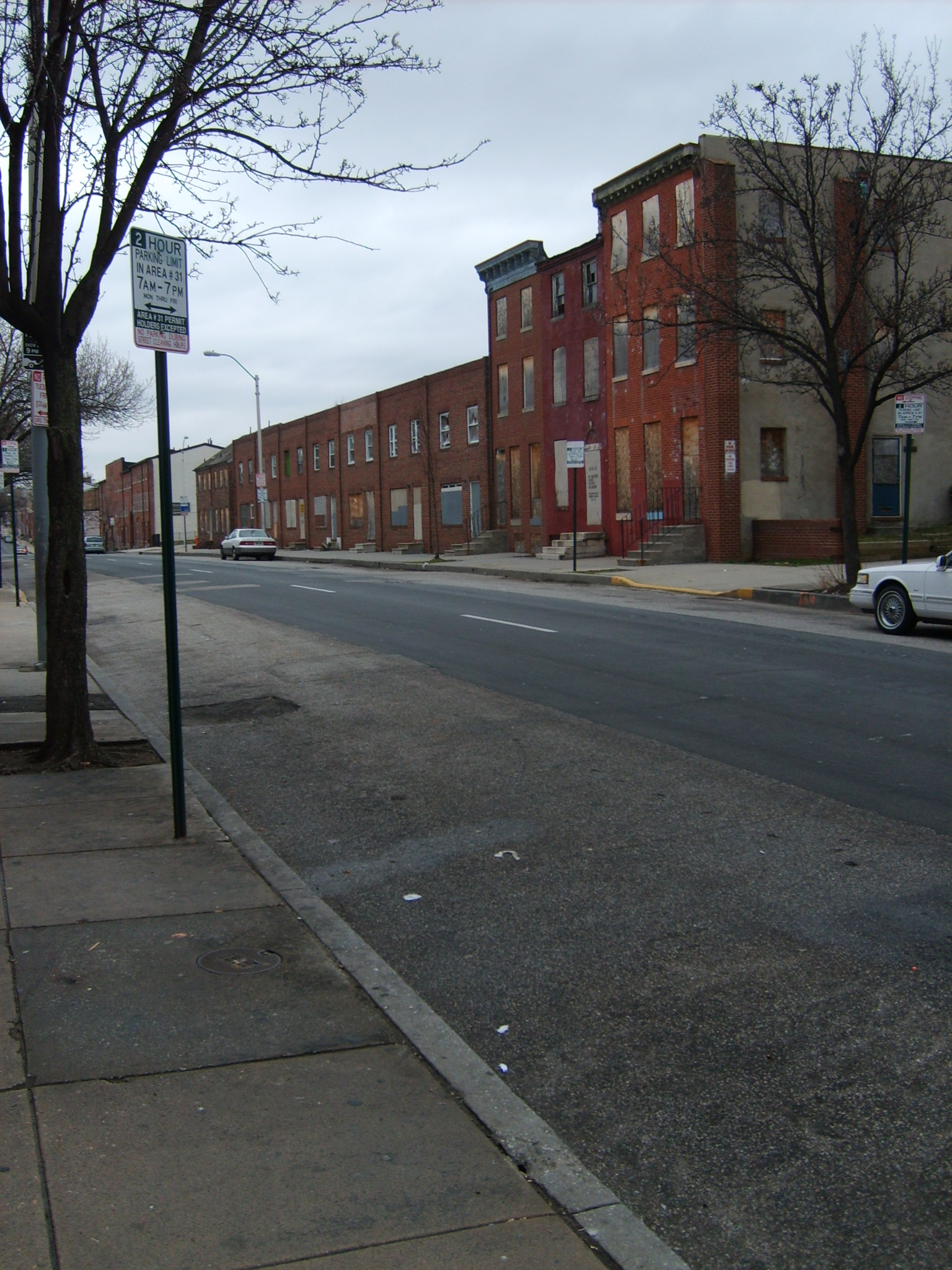
Fayette Street, une rue typique de l'ouest de Baltimore. On y voit les caractéristiques escaliers et bâtiments rouges, présentés dans la série comme les repères des dealers.

Simon décrit la seconde saison de Sur écoute comme étant « une réflexion sur la mort du travail et la trahison de la classe ouvrière américaine […] C'est un argumentaire intentionnel selon lequel un capitalisme sans entraves ne se substitue pas à une politique sociale ; qu'en soi, sans pacte social, le capitalisme brut est destiné à servir une minorité aux dépens de la majorité »,. Il ajoute que la troisième saison est une réflexion « sur la nature des réformes et des réformateurs, et s'il y a une possibilité que le processus politique, depuis longtemps calcifié, puisse modérer des forces qui s'opposent aux individus »,. Cette vision a été partagée par des observateurs comme Marc V. Levine, qui note que Sur écoute « vise à dépeindre un monde où les capitalistes ont remporté un triomphe absolu, où la classe ouvrière est marginalisée et où les intérêts financiers ont acheté une part d’infrastructure politique suffisamment grande pour empêcher toute réforme »,.
La troisième saison est aussi une allégorie dessinant explicitement des parallèles entre la guerre d'Irak et la prohibition des drogues, qui, selon Simon, a échoué dans ses objectifs et est devenue une guerre contre la classe populaire américaine. Ceci est notamment personnifié par le personnage du major Colvin, qui explique à Carver qu'on a laissé l'usage de la force policière devenir une véritable guerre et qu'elle ne parviendra donc jamais à ses fins.
Ed Burns, qui a commencé à travailler dans une école publique peu de temps après avoir pris sa retraite de la police, précise que la thématique de la quatrième saison est l'éducation mais qu'elle dépasse également ce sujet. Plutôt que de se concentrer uniquement sur le système scolaire, cette saison considère les écoles comme une partie poreuse de la communauté, touchées par des problèmes qui vont au-delà de leurs frontières. Burns considère que l'éducation n'est pas du seul fait de l'école mais de sources très diverses et les enfants peuvent être éduqués par d'autres moyens, y compris au contact des trafiquants de drogues pour lesquels ils travaillent. Burns et Simon voient dans cette thématique l'opportunité d'explorer comment les individus deviennent les criminels qu'ils sont dans la série et de témoigner qu'un dur labeur n'est pas toujours récompensé à sa juste valeur.
Lorsque les créateurs de la série commencèrent à aborder des thèmes qu'ils maîtrisaient moins, ils firent le choix de recruter dans l'équipe créative des personnes ayant une vaste connaissance du sujet, notamment Rafael Alvarez pour la saison 2 et l'intrigue sur les docks ainsi que William F. Zorzi pour la saison 3 et la course à la mairie de Baltimore. Cependant, le choix initié par David Simon d'introduire une nouvelle thématique par saison n'a pas été accueilli de façon unanime par l'équipe créative, une partie de celle-ci considérant que cela affaiblissait les intrigues existantes en leur laissant moins de temps à l'écran. Cela a également créé des tensions avec les acteurs, qui avaient parfois l'impression de passer de personnage principal à secondaire.

### Roman visuel
Plusieurs événements importants se déroulent hors-champ et il n'y a pas d'exposition artificielle sous la forme de voix off ou de flashbacks à une exception près : la fin de La Cible (The Target S01E01), le pilote de la série, rejoue un moment qui s'est déroulé plus tôt dans ce même épisode (cela a été imposé par HBO malgré le désaccord de David Simon),. Ainsi, le téléspectateur doit être attentif à chaque conversation pour comprendre l'arc narratif en cours ainsi que la pertinence et le ressenti de chacun des personnages, contrairement à d'autres séries télévisées ayant recours à des artifices de narration pour exposer leurs émotions, telle la voix intérieure de Dexter ou la psychanalyse de Tony Soprano. En ce sens, Sur écoute se distingue des séries télévisées usuelles et se rapproche du rythme narratif d'un roman.

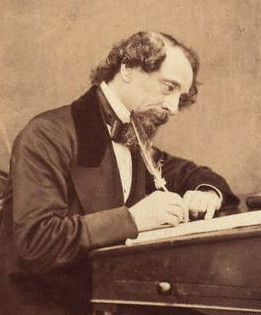
L'écriture de Sur écoute a notamment été comparée à celle de Charles Dickens.

Salon.com affirme que Sur écoute a une structure romanesque, avec une écriture et une construction des intrigues plus approfondie qu'aucune autre série policière. Chaque saison est composée de 10 à 13 épisodes formant un récit à plusieurs strates. Simon privilégie ainsi des arcs longs, se poursuivant sur plusieurs saisons, s'entrechoquant ou ayant des conséquences entre eux. Il utilise lui-même la métaphore de roman visuel (visual novel) dans plusieurs interviews, pour qualifier les épisodes de chapitres, expliquant que cela lui permet de développer les thématiques dans le temps plutôt de se consacrer au développement des intrigues.
La mise en scène a été soulignée, notamment l'utilisation régulière d'espaces confinés pour induire un sentiment d'enfermement chez le spectateur et les mouvements quasi constant des plans permettant de donner du dynamisme à l'univers. De plus, le montage avec utilisation de plans consécutifs entre des univers sociaux différents permet d'établir des parallèles et de mettre à jour des similarités de fonctionnement ; police et gangs sont soumis à la hiérarchie dans la saison 1, les enseignants comme les policiers connaissent la pression des objectifs statistiques dans la saison 4 et finalement police et presse souffrent de restrictions budgétaires dans la dernière saison.
L'aspect visuel remplace parfois même l'écriture, comme avec la séquence d'enquête de McNulty et Bunk dans le quatrième épisode de la saison 1 (Old Cases) où le processus de reconstitution d'une scène de crime apparaît clair au spectateur malgré l'utilisation unique du mot « Fuck » par les deux protagonistes,.
Par ailleurs, l'écriture de Sur écoute a régulièrement été comparée à celle de grands auteurs littéraires tels que William Shakespeare,, Charles Dickens,, (l'adjectif « dickensien » étant même utilisé par les journalistes dans la série), Honoré de Balzac,, ou encore Léon Tolstoï,.
Lorsqu'il déclare « nous aurions échoué dans notre projet Sur écoute, si nous avions juste fait un cop-show (série de flic) », David Simon témoigne d'une volonté de dépasser le cadre de la série télévisée jugée « classique » et celui codifié de la série policière pour s'attarder sur des questionnements sociaux. Ainsi, la série est parfois surnommée d'« anti-cop-show ». Cependant, cette volonté de vouloir totalement se détacher des canons de la série policière est nuancée par certains commentateurs, notamment parce que les personnages représentent parfois des clichés du genre comme McNulty incarnant le « flic rebelle » ou la présence de multiples paires de personnages noirs et blancs, bien plus communs dans la fiction que dans le monde réel.

## Thématiques

### Dysfonctionnement institutionnel
Simon explique qu'à ses yeux les organisations représentées dans la série — le service de police de Baltimore, la mairie, le système scolaire, le réseau de trafic de drogue des Barksdale, le Baltimore Sun et le syndicat des dockers — sont des institutions comparables. Toutes sont dysfonctionnelles à leur façon et les personnages sont généralement trahis par les institutions qu'ils acceptent dans leurs vies. Ce sentiment est partagé par un inspecteur de la brigade des stupéfiants lorsqu'il déclare « Shit rolls downhill » (« la merde coule jusqu'en bas »), décrivant comment ses supérieurs, en particulier les plus hauts gradés de la police de la série, essayeront d'utiliser leurs subordonnés comme bouc émissaire pour tous scandales majeurs, obnubilés par la culture des seuils statistiques et du résultat,. Simon décrit alors la série comme étant « cynique envers les institutions » tout en gardant une approche humaniste envers ses personnages. Les thématiques centrales développées tout au long de la série sont ainsi la lutte entre les désirs individuels et la soumission aux objectifs du groupe ainsi que le rôle des institutions dans la création et le maintien des inégalités sociales,.
Parfois qualifiée de sombre et pessimiste, voire nihiliste,, la série montre que les tentatives pour changer l'ordre des choses sont inévitablement rattrapées par la réalité de la situation : compromissions financières, tractations politiques, mensonges médiatiques, etc. Mais les auteurs se gardent de pointer du doigt les personnages et leurs motivations propres. Au contraire, ils développent l'idée d'une structure globale de la société, dans laquelle se débat l'ensemble des protagonistes, et la multitude des situations et des phénomènes empêche toute classification morale définitive : les policiers, les hommes politiques, les enseignants ou les hors-la-loi ne sont pas intrinsèquement bons ou mauvais, mais leur évolution au gré des circonstances, de leurs choix et de leurs erreurs, changera la vision que l'on pourra avoir de leurs actions,. Cette idée sous-tend l'évolution des personnages de Thomas Carcetti, le maire de Baltimore dans les deux dernières saisons, et de McNulty, policier de la brigade criminelle. Ils traversent tous deux toutes les postures morales, depuis la plus grande pureté jusqu'aux plus sombres compromissions, sans pour autant qu'il soit possible d'émettre un jugement strictement moralisant sur l'ensemble de leur parcours.
La posture adoptée par Sur écoute de montrer les problèmes sans pour autant proposer de solution à ceux-ci a par ailleurs été critiquée, car elle offre comme vision au spectateur que ceux-ci sont insolubles et que la situation est par conséquent sans espoir,.
Cependant, malgré les thèmes durs abordés, la série utilise tout de même des ressorts comiques, reposant par exemple sur le duo Herc et Carver,. Certaines scènes, comme la rencontre entre Omar et Frère Mouzone, sont inspirées des westerns. Du fait de ce mélange de styles, des auteurs l'ont ainsi qualifiée de « sit-drama », inspiré du terme sit-com,.
Cette thématique de l'individu face aux institutions qui le dépassent et à leur inefficacité se retrouve dans plusieurs autres œuvres de Simon, notamment Generation Kill (2008, également co-créée avec Burns),, vis-à-vis de l'armée américaine lors de la guerre d'Irak, et Treme (2010), vis-à-vis de la gestion de la crise post-Katrina à la Nouvelle-Orléans par le gouvernement américain.

### Corruption
La corruption est un thème abordé par la série qui la montre comme une chaîne touchant tous les milieux : l'argent du « Grec », contrebandier, passe ainsi, tour à tour, dans les mains de Frank Sobotka, un docker, puis dans celles de Bruce DiBiago, un lobbyiste, pour finir dans celles de politiques comme le sénateur Clay Davis. Ce dernier incarne par ailleurs le plus explicitement la corruption dans le monde politique à l'écran,.
Cependant, cette corruption n'est pas toujours faite de plein gré ou pour son propre bénéfice : si Sobotka a commencé à prendre de l'argent de la contrebande, c'est uniquement pour pouvoir sauver son syndicat mis à rude épreuve à cause de la disparition progressive de l'industrie,. Des commentateurs comme Jonathan Havercroft ont ainsi présenté son cas comme l'exemple d'institutions fondées sur la solidarité (comme les syndicats ou les communautés religieuses) qui se retrouvent compromises par le capitalisme tardif, le chômage les forçant à se tourner vers des « économies parallèles ». De même, il voit cette corruption comme l'antithèse de la corruption individualiste, puisqu’elle permet de générer de la solidarité au sein des dockers en leur apportant les moyens de revitaliser leur syndicat.
Aussi, la série montre que la corruption n'est pas juste la pratique de certains mauvais éléments (« bad apples »), mais plutôt la conséquence des effets qu'ont les institutions sur les individus. Elle est tellement imprégnée dans le système que sont montrées des intrigues où Clay Davis n'hésitera pas à se faire corrompre par deux parties différentes, Stringer Bell et Andy Krawczyk, trahissant la première. En conséquence, l'injustice, la corruption et la souffrance sont inévitables dans l'Amérique urbaine et le changement de la société dans son ensemble impossible. Sur écoute met également en scène l'absence de ligne morale entre des groupes qui se démarquent visuellement par l'uniforme : l'officier Ervin Burrell fait aussi bien affaire avec le criminel Avon Barksdale qu'avec des hommes politiques pour éviter que les enquêtes qui les concernent n'avancent.

### Guerre contre la drogue

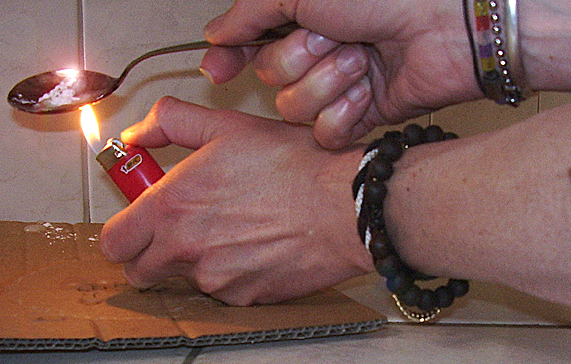
La consommation de drogues dures comme l'héroïne ou le crack est fréquemment montrée à l'écran.

Un des sujets que David Simon souhaitait profondément aborder avec Sur écoute est la guerre contre la drogue (War on drugs), considérant sa création comme une forme de militantisme à ce sujet,. Une façon d'aborder le thème a été d'introduire l'idée complètement inverse de la répression : l'expérience de « Hamsterdam » initiée par Bunny Colvin dans la saison 3, un quartier où la vente et la consommation de drogue sont tolérées,. Cependant, l'objectif des scénaristes n'est pas de défendre l'idée que cela est une solution aux problèmes de Baltimore, l'expérience échouant finalement avec des toxicomanes dont la consommation empire malgré des signes positifs de réduction de violence dans le reste de la ville, mais plutôt une mise en pratique d'une expérience de pensée. Le format de la série est ainsi utilisé pour imaginer de nouvelles solutions en explorant avec la liberté de la fiction les enjeux et limites de tels projets qui pourraient difficilement réellement voir le jour. Par ailleurs, ce traitement de la guerre contre la drogue fait écho aux idées de l'ancien maire de Baltimore Kurt Schmoke qui, dans les années 1990, soutenait l'idée d'une dépénalisation ; cela lui a amené des critiques et une fin de carrière politique similaire à celle que Bunny Colvin connaît dans la série.
Bien que la série milite contre la guerre contre la drogue, elle présente néanmoins le portrait d'un trafic très dur et violent, notamment symbolisé par la scène de l'échiquier (troisième épisode de la première saison),. Dans celle-ci, D'Angelo explique les règles des échecs à des petits dealers en faisant une métaphore avec le trafic : si son oncle Avon est le roi, très protégé, lui et ses interlocuteurs ne sont que des pions, des hommes de mains à qui on fait miroiter une promotion dans la hiérarchie mais qui peuvent facilement être sacrifiés pour le bien du « jeu ». Aussi, si le dysfonctionnement institutionnel est critiqué, l’organisation du trafic incarne un « système de gestion des risques » qui profite aux quelques-uns en haut du fait de l'exploitation de ceux en bas. Il existe également des profiteurs en marge du trafic, comme l'avocat Maurice Levy, qui profite de l'argent de la drogue en défendant les dealers et qui est directement confronté à ce sujet lorsque Omar comparaît à la barre pour témoigner contre Bird : « J'ai le fusil à pompe, tu as la mallette. Ça reste le jeu, non ? »,. Lors d'un entretien entre David Simon et Bill Moyers, ce dernier avance que le trafic de drogues à Baltimore consistue l'inverse du capitalisme, dans le sens où plutôt qu'amener la prospérité à ses participants, il amène seulement une illusion de richesse au prix de violences. Sur ce point, le créateur de la série estime que le trafic est la « forme de richesse la plus destructrice que nous ayons établie »,.
Finalement, Sur écoute montre comment la guerre contre la drogue amorcée par Richard Nixon s'est transformée en lutte contre les défavorisés et la classe populaire américaine sans pour autant réduire réellement le trafic,. Par ailleurs, les policiers de la série apparaissent fatigués et sachant pertinemment que cette guerre est ingagnable ; à ce titre elle est souvent comparée à la guerre contre le terrorisme par les critiques,.

### Racisme
Pour Olivier Esteves, « l'entremêlement de la question raciale et de la question sociale est constant dans The Wire ». Baltimore est une ville majoritairement noire où la désindustrialisation amplifie la ségrégation, le racisme y est ainsi latent. Par exemple, les scénaristes feront dire au personnage noir de Bubbles « avec l'homme blanc, c'est mieux que ce soit moi le méchant. Comme ça, ça le perturbe pas trop », symbole des stéréotypes raciaux subis. C'est donc lui, et non son acolyte blanc Johnny, qui va intimider un ouvrier blanc perché en haut d'une échelle pour voler son portefeuille, incarnant le déterminisme social du Noir devant jouer le criminel pour être crédible,.
L'impossibilité pour les Noirs à pouvoir progresser socialement est également symbolisée par la mort de Stringer Bell, qui périt dès l'instant où il tente de passer de gangster à businessman. Le fait que les personnages noirs ne puissent pas sortir de leur environnement de naissance amène ainsi Anne-Marie Paquet-Deyris, professeur en langue et littérature anglaise, à comparer le ghetto à une « sorte de prison ethnoraciale »,. Néanmoins, les personnages noirs ne sont pas pour autant tous pauvres, la série en dépeignant aussi bien dans la classe moyenne que dans des positions de pouvoir.
Par ailleurs, la vie des Noirs est présentée comme ayant moins de valeur dans la série, leur mort étant moins rapportée dans les médias. Aussi, quand les médias s'intéressent finalement à leur sort, c'est pour inclure un « aspect dickensien » à leur journal pour mieux le vendre, tout en mettant de côté des sujets plus controversés comme les suspicions de racisme à l'université pour protéger la réputation du doyen. Quant à la police, la population des quartiers majoritairement noirs est montrée comme leur propriété d'après le sociologue Didier Fassin,.
Cependant, d'après David Simon, le thème du racisme n'est pas abordé directement, celui-ci commentant notamment que la série est « plus à propos des classes sociales que des races » ou que « le sujet n'est pas vraiment le racisme. C'est plus comment l'argent et le pouvoir s'acheminent, ou échouent à s'acheminer »,. À ce sujet, le sociologue George Lipsitz est particulièrement critique de Sur écoute. En effet, il considère que la série ne donne pas suffisamment d'explications concernant les problèmes raciaux et tend à présenter les Blancs comme des victimes innocentes d'une ville à majorité noire, ce qui l'empêche de pouvoir aborder réellement les injustices. Linda Williams, professeur d'analyse de film, qui rapporte ces propos, présente toutefois son désaccord : la série parvient bien à présenter les différences entre l'imaginaire spatial des Blancs et des Noirs, par exemple lors des interactions entre McNulty et Bubbles, qui ont une vision de la ville totalement différente. Aussi, elle partage l'avis de David Simon selon lequel la classe est l'élément différenciant le parcours des personnages dans la série, prenant notamment l'exemple de Namond Brice qui parviendra plus facilement à s'en sortir une fois le trafic arrêté que Dukie Weems, le premier venant d'une famille bien plus aisée que le second.

### Surveillance

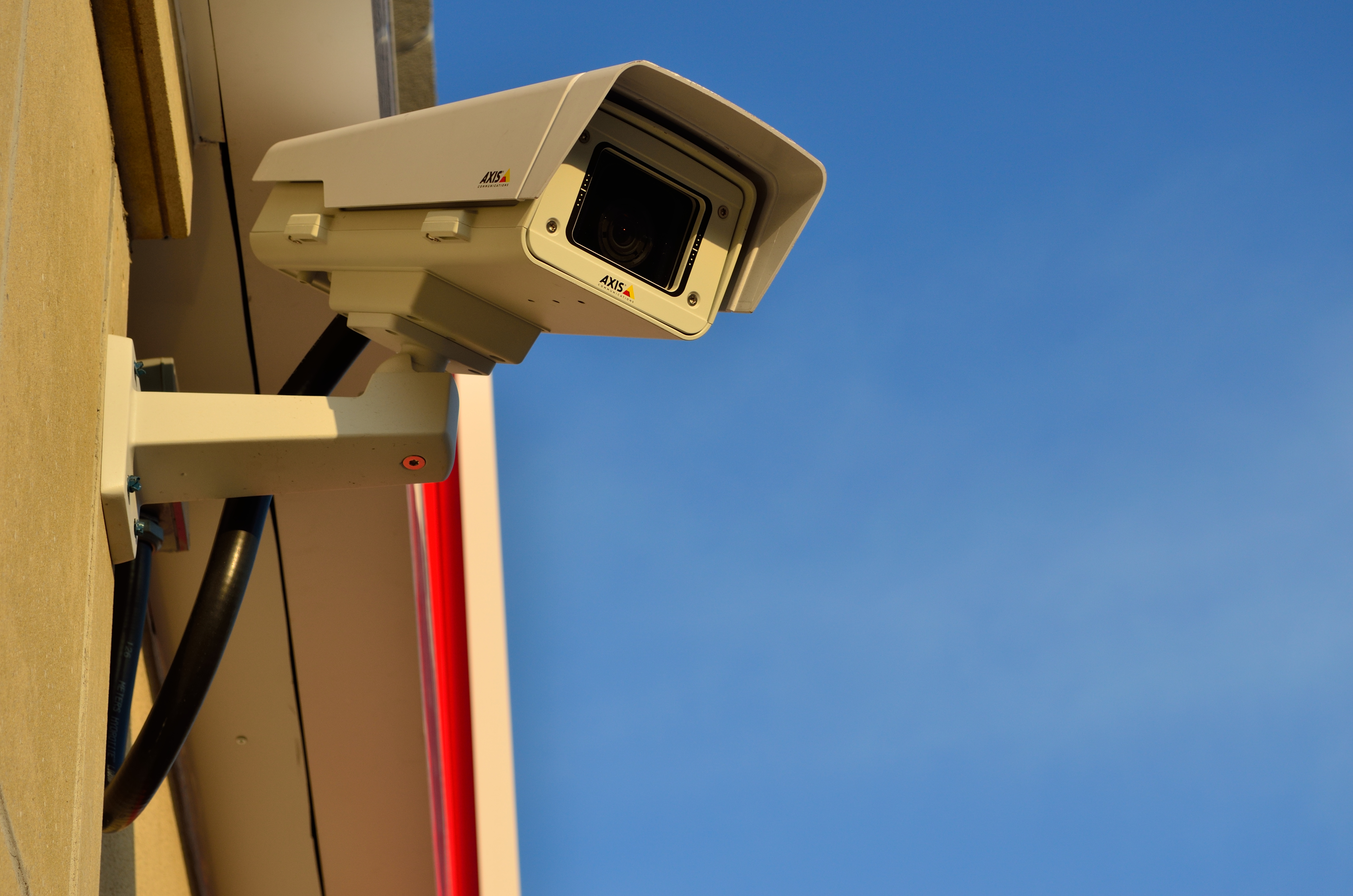
Un plan d'une caméra de surveillance cassée par un lancer de pierre est présent dans tous les génériques, symbole de la lutte des dealers contre la surveillance.

La surveillance électronique et la mise sur écoute téléphonique par la police sont les éléments centraux de la série dans son intrigue comme dans sa structure, jusqu'à ses titres original (« the wire » se traduit littéralement par « le câble » mais est une expression utilisée pour décrire un dispositif d'enregistrement) et français. Le site Salon.com voit dans ce titre une métaphore de l'expérience du téléspectateur : la mise sur écoute permet à la police d'accéder à un monde qui lui est secret, tout comme le fait la série pour le spectateur. Simon explique que l'utilisation de plans montrant des équipements de surveillance, ou semblant être issus de ces mêmes équipements, lui sert à souligner la prégnance de la surveillance dans la vie moderne et le besoin des personnages de déchiffrer ces informations. Pour Linda Williams, les micros omniprésents dans la série tiennent un rôle similaire aux martinis de Mad Men en tant qu'objet fétiche de l'intrigue.
À l'inverse, d'après Joseph Schaub, Sur écoute est la preuve que la surveillance n'est pas si efficace et peut même se montrer vulnérable, en contradiction avec la théorie de Michel Foucault dans Surveiller et punir, et se différencie ainsi grandement de séries comme 24 heures chrono ou Homeland où la surveillance apparaît beaucoup plus puissante. Si la série montre de nombreuses scènes de surveillance sur des toits, avec des caméras miniatures ou par hélicoptère, le plan de la caméra en vue subjective qui est brisée par un jet de pierre lors du générique apparaît comme un contrepoids contre toutes ces techniques modernes de surveillance,. D'autres exemples d'échecs de stratégie de surveillance policières sont également présents, souvent du fait de l'inventivité des dealers, comme l'échec du microphone placé dans la balle de tennis (saison 2 épisode 7), le vol de la caméra de Herc — lui faisant perdre son travail — à la fin de la quatrième saison ou de façon très explicite l'échec de la condamnation de Marlo Stanfield pour cause de vice de procédure à la fin de la série,. De plus, Sur écoute montre des personnages comme Omar Little ou Frère Mouzone qui parviennent à leur fins sans aucun moyen technique et, au contraire, des policiers qui ne parviennent pas à protéger leurs témoins et indicateurs malgré leur équipement. Finalement, malgré la progression indéniable de l'intrigue grâce à la technologie, celle-ci ne permet jamais de faire avancer de façon significative la lutte contre le trafic de drogue : à la fin de la série, il en est au même point qu'au début, simplement avec d'autres acteurs.
Cependant, d'après David Simon, la surveillance n'est pas du tout le sujet central de la série malgré ce titre, mais plutôt un moyen de révéler les nombreuses connexions entre personnes de différentes sphères sociales au sein d'une même ville, :

« Dans mon esprit, cela [la série] n'a jamais été seulement à propos de la mise sur écoute. Le sujet est plutôt un exercice de haut-voltige au sujet des connexions entre les personnes. Cela fonctionnait plutôt à ce niveau. Nous sommes tous connectés d'une certaine façon. »

— David Simon

## Accueil

### Critiques
| Pour des raisons techniques, il est temporairement impossible d'afficher le graphique qui aurait dû être présenté ici.                                                                                                   |          |          |          |          |          |
| \| \| Saison 1 \| Saison 2 \| Saison 3 \| Saison 4 \| Saison 5 \| \| Metacritic \| 79[176] \| 95[177] \| 98[178] \| 98[179] \| 89[180] \| \| Rotten Tomatoes \| 85[181] \| 95[182] \| 100[183] \| 100[184] \| 93[185] \| |          |          |          |          |          |
| | Saison 1 | Saison 2 | Saison 3 | Saison 4 | Saison 5 |
| Metacritic | 79       | 95       | 98       | 98       | 89       |
| Rotten Tomatoes | 85       | 95       | 100      | 100      | 93       |

La première saison reçoit majoritairement des critiques positives, obtenant un score de 79 % sur Metacritic et de 85 % sur Rotten Tomatoes sur respectivement 22 et 34 critiques,. Cela permet notamment à la série d'être nommée dans la catégorie Meilleure série dramatique (Outstanding Achievement in Drama) aux TCA Awards, aux côtés de deux autres séries produites par HBO, Les Soprano (The Sopranos de David Chase, 1999) et Six Feet Under (Alan Ball, 2001). Les critiques notent notamment l'utilisation de thèmes chers à David Simon et font le parallèle entre le traitement de la guerre contre les drogues et celui de la guerre contre le terrorisme. D'autres postulent que la série pourrait souffrir de son rythme lent et de sa dépendance à l'utilisation d'insultes, soulignant cependant l'intrigue et le développement des personnages.
Malgré cet accueil critique, Sur écoute reçoit des audiences et des Nielsen ratings mitigés, que le créateur attribue à la complexité de l'intrigue, l'heure de diffusion, l'utilisation d'argot et à son casting majoritairement composé d'acteurs noirs,. À ce sujet, certaines critiques estiment que la série représente un test pour les capacités d'attention des spectateurs, notamment lorsqu'elle est mise en concurrence avec la nouvelle série The Shield (Shawn Ryan, 2002) sur FX. Par ailleurs, les deux séries seront souvent opposées, Sur écoute étant décrite comme plus réaliste et l'autre comme plus attrayante. La sortie de la première saison en DVD est cependant très populaire d'après Entertainment Weekly.
Après les premiers épisodes de la deuxième saison, The Guardian considère Sur écoute comme la meilleure série à la télévision, acclamant cette saison pour sa capacité à se détacher des fondations de la première. En revanche, le Boston Phoenix considère les intrigues au port de Baltimore comme étant moins captivantes mais souligne cependant le travail des scénaristes pour leur capacité à créer un monde qui semble réel et pour l'avoir peuplé d’une variété de personnages intéressants. Certains critiques sont cependant surpris de l'évolution amorcée avec la saison 2, soulignant un manque de continuité avec la première du fait du changement brusque de thème. À ce titre, elle est considérée en retrospective par certains comme la plus faible des quatre premières saisons.
Pour la troisième saison, les retours critiques restent positifs. Entertainment Weekly nomme ainsi Sur écoute comme la meilleure série de 2004, la décrivant comme « le drame le plus intelligent et le plus profond à la télévision ». Du fait de ses faibles audiences, la série risque l'annulation à la fin de la saison. Le Baltimore City Paper plaide en faveur du maintien de la série en mettant l'accent sur le personnage d'Omar Little et sur la représentation honnête et crédible de la ville. De plus, le journal estime que la perte de la série pourrait avoir un impact négatif sur l'économie locale. David Simon explique ces mauvaises audiences par la compétition avec Desperate Housewives (Marc Cherry, 2005) et s'inquiète que les attentes des spectateurs pour les créations de HBO aient changé depuis le succès des Soprano. Une autre explication est donnée par Brett Martin : il faut plusieurs épisodes (soit plusieurs heures de visionnage) avant que le spectateur ne soit accroché ; ainsi, les chances d'abandon sont plus grandes que pour une autre série, l'auteur comparant Sur écoute à un roman où il faut avoir lu au moins une centaine de pages avant d'avoir envie de le continuer.
Après la fin de la diffusion de la quatrième saison, près de deux ans après la fin de la précédente, le San Francisco Chronicle rapporte :

« Sur écoute est parvenue à aborder le sujet de la guerre contre les drogues en même temps que les conflits raciaux, la pauvreté, la disparition de la classe ouvrière, l'échec du système politique et la « tyrannie de l'espoir perdu ». Peu de séries télévisées dans l'histoire de la télévision ont exploré la situation critique dans laquelle se trouvent les Afro-Américains dans certaines villes et aucune ne l'a fait si bien. »

— Tim Goodman, 2006

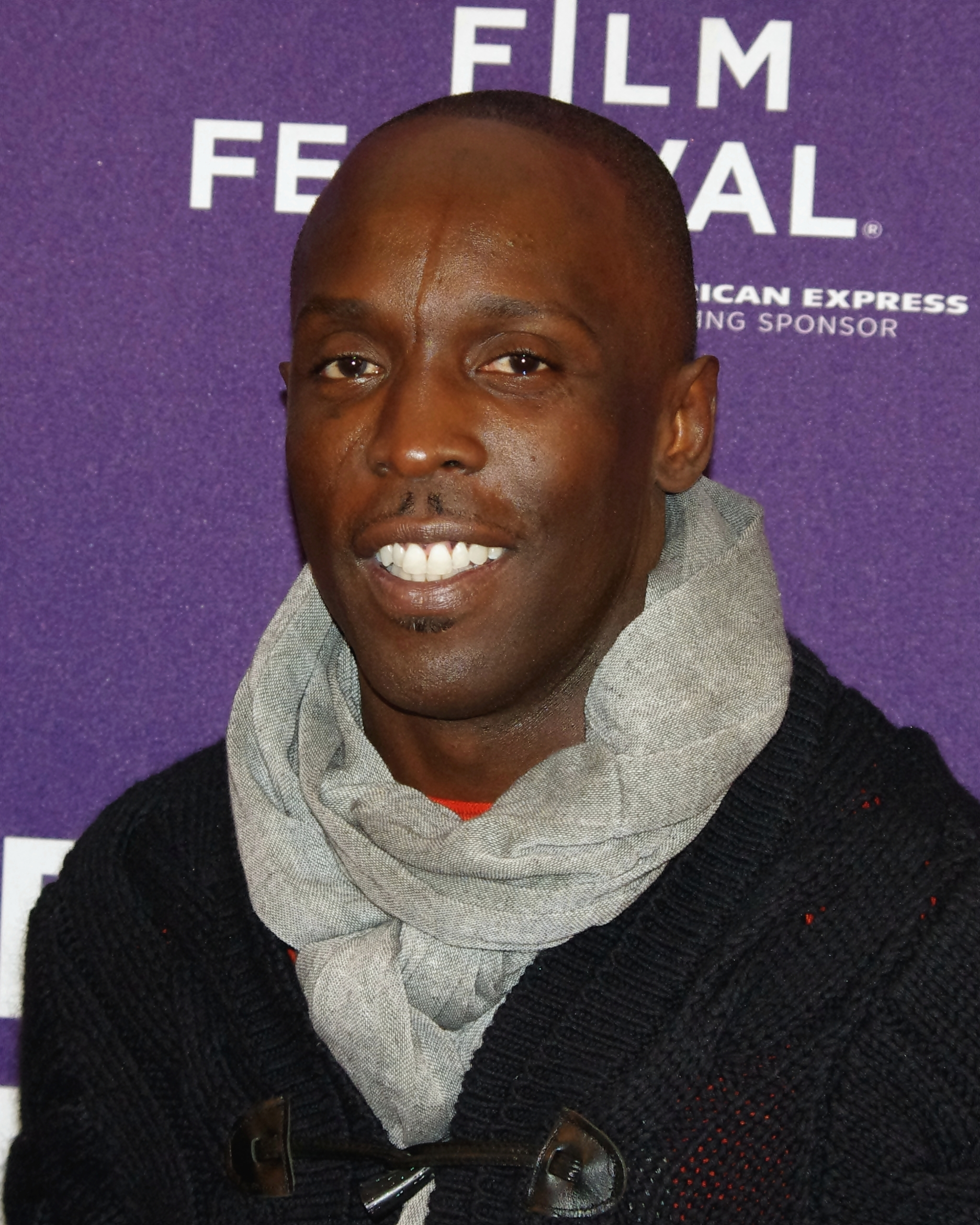
La performance de Michael K. Williams en tant qu'Omar Little a été félicitée par la critique.

Variety écrit au même moment : « Quand l'histoire de la télévision sera écrite, presque personne ne rivalisera avec Sur écoute. » The New York Times considère la quatrième saison comme la meilleure. Le Chicago Sun-Times est moins dithyrambique, qualifiant la série de très ambitieuse mais critique son manque de complexité et le lent développement du scénario. Le Los Angeles Times consacre exceptionnellement un éditorial sur la saison, estimant que « même dans ce qui s'apparente comme un âge d'or des séries dramatiques, Sur écoute sort du lot ». Sur Metacritic, cette saison reçoit une note moyenne de 98/100, la deuxième meilleure toutes séries confondues derrière la cinquième saison de Breaking Bad (Vince Gilligan, 2008).
Après la quatrième saison, le sentiment que la série a atteint son maximum — notamment du fait du fort impact émotionnel de l'intrigue liée aux quatre écoliers — s'empare de l'équipe créative, d'HBO et des critiques. La chaîne impose donc un format réduit pour conclure (10 épisodes), ce qui oblige à accélérer le scénario et la description du système médiatique. Ceci et l'intrigue du faux tueur en série créé par McNulty est mal reçu par la critique, la dernière saison recevant ainsi des critiques moyennes en comparaison avec la précédente. Cependant, la conclusion de la dernière saison — et donc de la série — reste bien reçue, par exemple comparée à une tragédie grecque par NJ.com.
D'une façon générale, différents journaux ont nommé la série dramatique comme l'une des meilleures à la télévision, voire de tous les temps, dont TIME, le Chicago Tribune, Slate ou encore The Guardian, qui a notamment tenu un blog suivant chaque épisode appelé The Wire re-up, ensuite publié sous forme de livre.
En 2007, TIME la liste parmi les cent meilleures séries de tous les temps. En 2013, la Writers Guild of America classe Sur écoute comme la neuvième série avec le meilleur scénario et TV Guide la classe comme la cinquième meilleure série dramatique et sixième de tous les temps toutes séries confondues. Parallèlement, Entertainment Weekly classe la série sixième dans son 26 Best Cult TV Shows Ever, la décrivant comme la série la plus acclamée de l'histoire de HBO et soulignant la performance de Michael K. Williams dans le rôle d'Omar Little. Plus tard, le même journal la nomme meilleure série de tous les temps.
En 2016, Rolling Stone classe Sur écoute deuxième de sa liste 100 Greatest TV Shows of All Time. En 2019, The Guardian, la classe également deuxième de sa liste des cent meilleures séries du XXIe siècle en la décrivant comme « polémique, panoramique, drôle, tragique ou toutes ces choses à la fois (...), un exemple d'un certain type de télévision à la fois intelligente, ambitieuse et sans compromis ».

### Personnalités
L'écrivain Stephen King considère la série comme faisant partie des « grands classiques » de la télévision aux côtés de Les Soprano ou du Prisonnier. Il décrit par ailleurs le personnage de Snoop comme étant « peut être la méchante la plus terrifiante de l'histoire des séries télévisées »,. Pour sa part, Barack Obama déclare que cette série est sa préférée et qu'il trouve le personnage d'Omar fascinant.
Michael Schur, créateur de Parks and Recreation et de Brooklyn Nine-Nine, ainsi qu'Amy Poehler qui tient le rôle principal dans la première série, se disent tous les deux fans de Sur écoute,.
Bill Simons, un journaliste sportif américain, dit l'avoir visionnée plusieurs fois et anime une série de podcasts consacrés à la série et analysant chaque épisode dans son émission The Ringer,.
Le lauréat du Prix Nobel de littérature en 2010, Mario Vargas Llosa, écrit une critique très positive de la série dans El País. L'acteur et homme politique islandais Jón Gnarr a même été jusqu'à dire qu'il ne réaliserait pas un gouvernement de coalition avec quiconque n'ayant pas encore vu la série.
Robert Kirkman, créateur de The Walking Dead (2003), est un grand fan de Sur écoute. En conséquence, il a essayé de faire apparaître le maximum d'acteurs de la série dans l'adaptation audiovisuelle de son comic avec par exemple Chad Coleman, Lawrence Gilliard Jr., Seth Gilliam et Merritt Wever.

### Spectateurs
Le site SensCritique attribue à Sur écoute une note de 9,1/10 sur plus de 21 000 avis de spectateurs. Elle se place alors comme étant la série la mieux notée du site devant, par exemple, Breaking Bad (8,7/10). Le site iMDB, quant à lui, affiche une moyenne de 9,3/10 d'après plus de 280 000 avis et se classant à la 6e position de leur Top 250. Sur Allociné, elle obtient une note moyenne de 4,2/5 avec plus de 5 000 avis.

### Distinctions

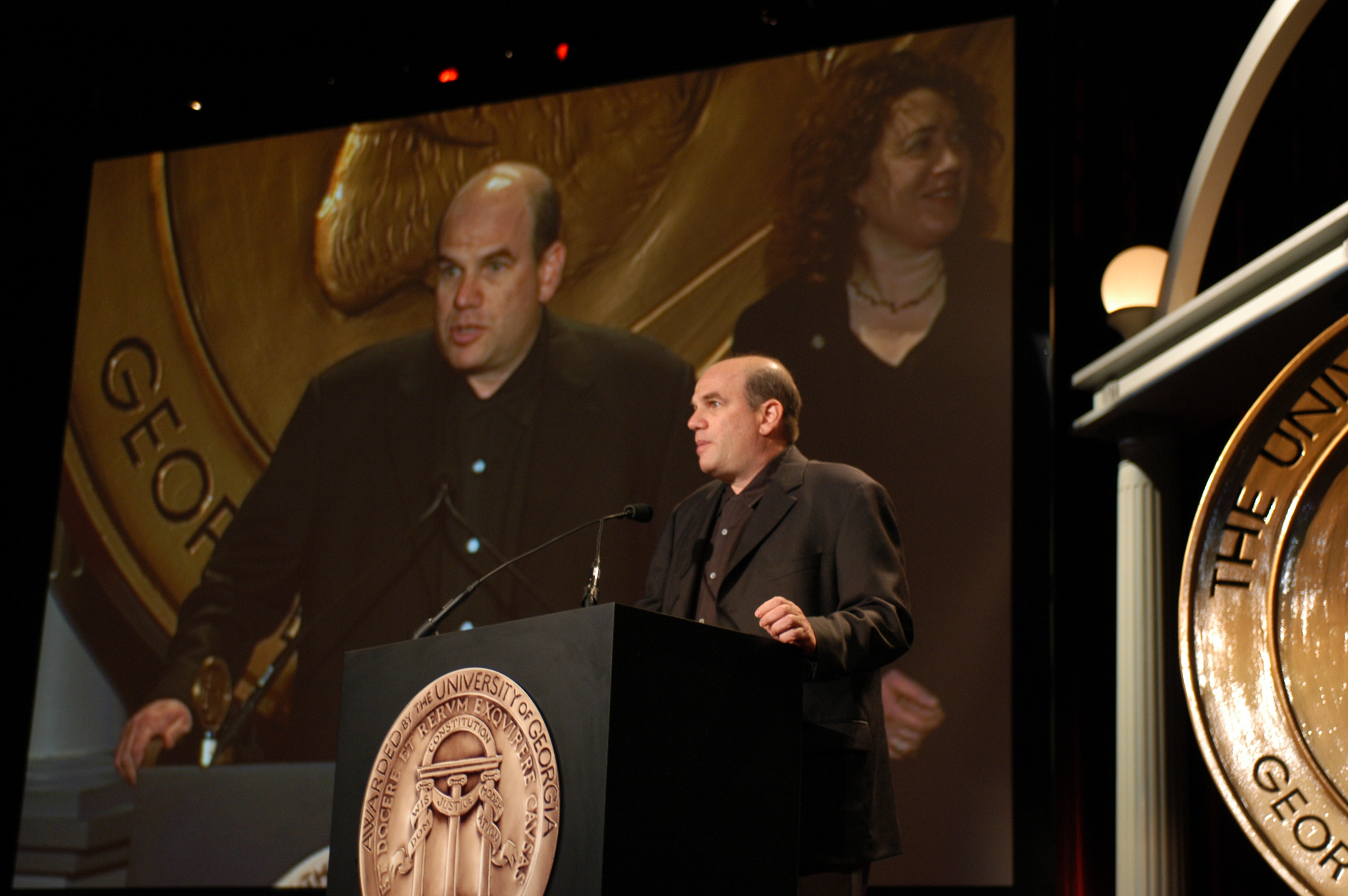
David Simon recevant son Peabody Award pour Sur écoute.

Sur écoute a été nommée et récompensée par une grande variété de distinctions, y compris deux nominations aux Primetime Emmy Award du meilleur scénario pour une série télévisée dramatique pour les épisodes Dernière étape (Middle Ground, 2005) et La vie des rois (-30-, 2008), des nominations pour chacune de ses cinq saisons aux NAACP Image Awards, ainsi que des nominations aux Television Critics Association Awards (TCA) et Writers Guild of America Awards (WGA).
La plupart des récompenses ont été obtenues pour les saisons 4 et 5. Pour la saison 4, on compte notamment le WGA Award du meilleur scénario pour une série télévisée dramatique et un Edgar-Allan Poe Award tandis que pour la saison 5 les Crime Thriller Award, Eddie Award, et IFTA Award. La saison 2 a par ailleurs été lauréate des ASCAP Award, Artios Award, et Peabody Award.
Cependant, malgré un accueil critique unanime, Sur écoute n'a jamais reçu aucune nomination majeure ni de récompense aux Primetime Emmy Awards à l'exception des deux nominations au prix du meilleur scénario. Plusieurs critiques ont également commenté ce manque de reconnaissance de la part de l'Academy of Television Arts & Sciences,,. D'après un rapport du magazine Variety, certains votants aux Emmy Awards expliquent cela par le scénario dense de la série, son sujet sombre et son manque de connexion avec la Californie, l'action se déroulant uniquement à Baltimore.

## Postérité

### Analyses académiques
Quelques années après la conclusion de la série, différentes grandes universités telles que Johns-Hopkins, York, ou Harvard ont proposé des cours dédiés à Sur écoute dans le cadre de disciplines allant du droit à la sociologie en passant par l'analyse de film. Aussi, Sur écoute est la série télévisée la plus étudiée par les sciences sociales du fait de la profondeur des thématiques abordées.
Les responsables du cours à Harvard ont expliqué dans un article publié dans le Washington Post pourquoi la série était présente dans le cadre de leur cursus sur les inégalités urbaines :

« Quand bien même les érudits savent que la désindustrialisation, le milieu criminel, la prison et le système éducatif sont profondément mêlés, ils choisissent souvent de concentrer leurs études sur un seul sujet isolé au détriment des autres. Avec la liberté d'expression artistique, Sur écoute parvient à être plus créative. Elle peut tisser ensemble l'éventail des contraintes existantes pour les pauvres en milieu urbain. »

— Anmol Chaddha et William Julius Wilson

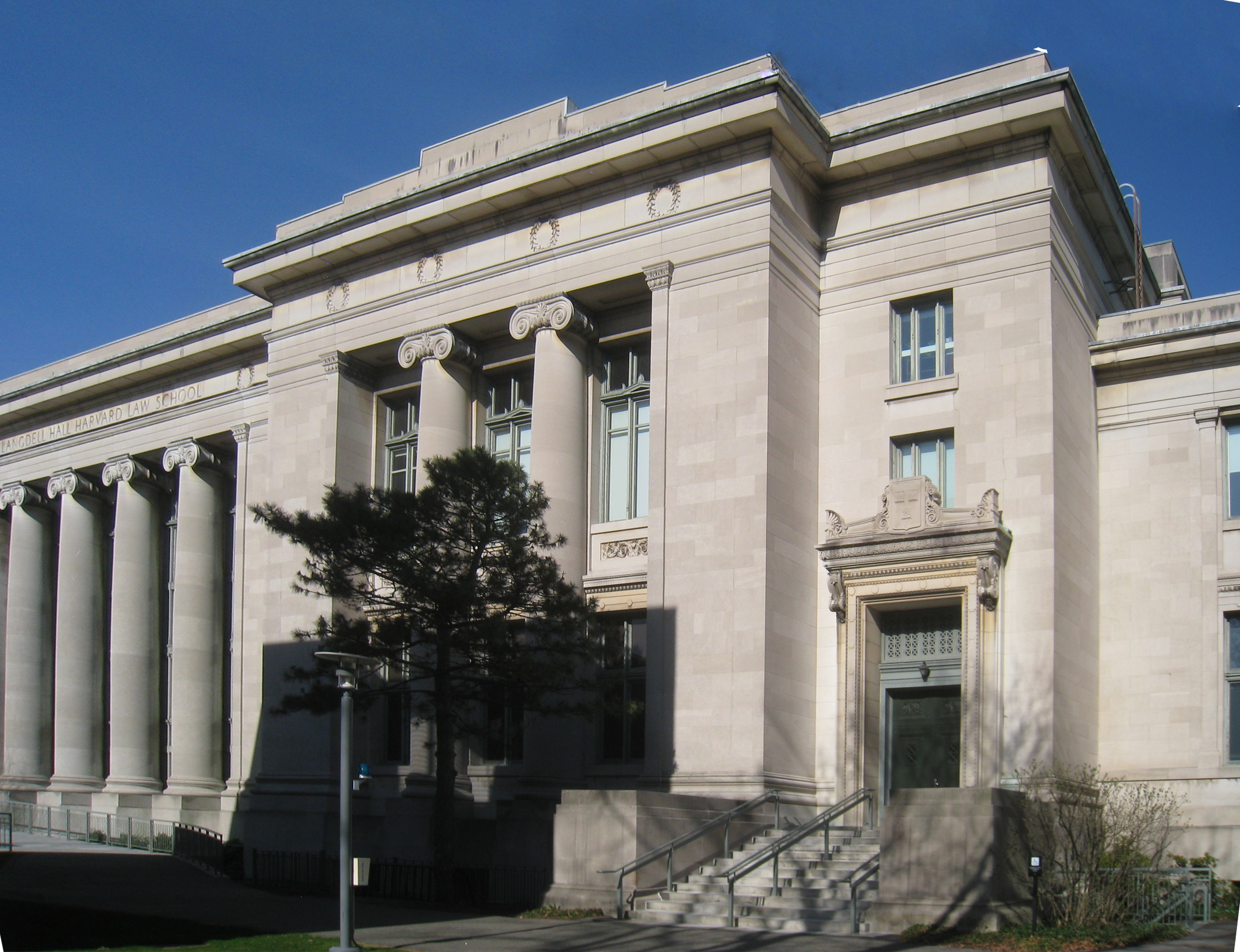
De nombreuses universités, dont Harvard, ont proposé des cours d'analyse de la série.

Le directeur du département de sociologie de l'université de York, Roger Burrows, avance également que la série permet de mieux comprendre l'urbanisme contemporain et qu'un tel cours permet un contraste intéressant avec le reste des études que les gens suivent sur les mêmes problématiques.
En 2012, le philosophe slovène Slavoj Žižek réalise une conférence à Birkbeck, université de Londres, intitulée The Wire or the clash of civilisations in one country. Parallèlement, Erlend Lavik, professeur norvégien, publie un essai vidéo Style in The Wire analysant les différents effets techniques utilisés par les réalisateurs de la série.
Sur écoute a été le sujet d'un certain nombre d'articles académiques. Par exemple, Fredric Jameson a souligné la capacité de la série à tramer la pensée utopiste dans sa représentation réaliste de la société et Leigh Claire La Berge a évoqué comment les personnages de la dernière saison ont permis à la série de ne pas seulement être réaliste, mais surtout de représenter comment le réalisme est lui-même une construction des médias. Les deux commentateurs voient dans cette série une impulsion pour un changement politique dans les médias de masse,.
Enfin, le Darkmatter Journal a réalisé The Wire Files, une collection d'articles en ligne analysant les sujets abordés par Sur écoute.

### Dans la culture
Sur écoute présentant des personnages de gangsters très charismatiques, de nombreux rappeurs anglophones y ont fait référence, dont Eminem ou Pusha T. La série a également été une influence pour des rappeurs français comme Booba, Fababy et Lino,,.
Par ailleurs, la série est entrée dans la pop culture, attirant des hommages par d'autres séries comme Community (Dan Harmon, 2009) ou 30 Rock (Tina Fey, 2006) et des films comme Bienvenue à Cedar Rapids (Miguel Arteta, 2011).
Sur écoute est également une source d'inspiration pour d'autres séries l'ayant suivi. En France, Fabrice de La Patellière, directeur des fictions françaises et des coproductions à Canal+, avoue que « sans avoir la prétention de s'y comparer, Sur écoute fait éminemment partie de nos modèles en série policière », évoquant notamment Engrenages (Alexandra Clert et Guy-Patrick Sainderichin, 2005). La série italienne Gomorra a également été présentée comme son « héritière », certains critiques soulignant des scènes similaires ou encore la profession de journaliste commune à Roberto Saviano (auteur du livre Gomorra) et David Simon,.

## Diffusion

### À la télévision
| Saison | Saison | Nombre d'épisodes | Horaire        | Diffusion originale sur HBO | Diffusion originale sur HBO |
| Saison | Saison | Nombre d'épisodes | Horaire        | Premier épisode             | Dernier épisode             |
| ------ | ------ | ----------------- | -------------- | --------------------------- | --------------------------- |
|        | 1      | 13                | Dimanche à 21h | 2 juin 2002                 | 8 septembre 2002            |
|        | 2      | 12                | Dimanche à 21h | 1er juin 2003               | 24 août 2003                |
|        | 3      | 12                | Dimanche à 21h | 19 septembre 2004           | 19 décembre 2004            |
|        | 4      | 13                | Dimanche à 21h | 10 septembre 2006           | 10 décembre 2006            |
|        | 5      | 10                | Dimanche à 21h | 6 janvier 2008              | 9 mars 2008                 |

Aux États-Unis, HBO diffuse hebdomadairement les cinq saisons de Sur écoute respectivement en 2002, 2003, 2004, 2006 et 2008. À partir de la quatrième saison, les abonnés de la plateforme de vidéo à la demande d'HBO pouvaient voir chaque épisode six jours en avance. Par ailleurs, la chaîne BET diffuse également la série, en ajoutant cependant des coupures de publicité, en floutant la nudité et en bipant les insultes. De plus, une partie du scénario de la saison 2 se déroulant au port est supprimée lors de ces diffusions, ce qui a été vivement critiqué.
Fin 2014, la série connaît une remastérisation en 16:9. Comme la série avait été tournée en prenant en compte des safe area, la série est recadrée avec un open matte du cadrage original en 4:3. Le créateur David Simon approuve cette nouvelle version et travaille avec HBO pour retirer les potentiels équipements techniques dans le cadre agrandi et les problèmes de synchronisation des acteurs dus à l'élargissement de l'écran. La diffusion de la série remastérisée débute sur HBO Signature puis sur HBO Go le 26 décembre 2014.
Au Royaume-Uni, la série est diffusée sur FX jusqu'en 2009 lorsque la BBC rachète les droits de Sur écoute et la diffuse sur BBC Two. Par ailleurs, le journal The Guardian met à disposition gratuitement le premier épisode de la série pendant une brève période. En Irlande, les épisodes sont diffusés sur la chaîne publique TG4 approximativement six mois après leur diffusion originelle sur HBO.
Au Canada, la série est disponible directement dans sa version 16:9 sur le service de streaming CraveTV fin 2014.
En France, la série est diffusée à partir du 8 janvier 2004 sur Jimmy, puis sur France Ô depuis 2010,. Elle est également disponible en intégralité en streaming sur la plateforme Prime Vidéo avec le Pass Warner.
| Saison | Saison | Date de sortie en DVD | Date de sortie en DVD | Date de sortie en DVD | Date de sortie en DVD |
| Saison | Saison | Région 1              | Région 2              | Région 4              | Disques               |
| ------ | ------ | --------------------- | --------------------- | --------------------- | --------------------- |
|        | 1      | 12 octobre 2004       | 18 avril 2005         | 11 mai 2005           | 5                     |
|        | 2      | 25 janvier 2005       | 10 octobre 2005       | 3 mai 2006            | 5                     |
|        | 3      | 8 août 2006           | 5 février 2007        | 13 août 2008          | 5                     |
|        | 4      | 4 décembre 2007       | 10 mars 2008          | 13 août 2008          | 4                     |
|        | 5      | 12 août 2008          | 22 septembre 2008     | 3 février 2010        | 4                     |

### DVD et Blu-ray
Chaque saison sortie en DVD est favorablement accueillie, même si certains critiques ont souligné le manque de contenus additionnels,,.
Un coffret intégral en DVD sort le 29 novembre 2011 puis un coffret intégral en Blu-ray le 2 juin 2015.